# William Shakespeare
William Shakespeare (forma spolszczona: Szekspir; ur. prawd. 23 kwietnia 1564, ochrzczony 26 kwietnia 1564, w Stratford-upon-Avon, zm. 23 kwietnia?/3 maja 1616 tamże) – angielski poeta, dramaturg, aktor. Powszechnie uważany za jednego z najwybitniejszych pisarzy literatury angielskiej oraz reformatorów teatru.
Napisał 38 sztuk, 154 sonety, a także wiele utworów innych gatunków. Mimo że cieszył się popularnością już za życia, jego sława rosła głównie po śmierci, dopiero wtedy został zauważony przez prominentne osobistości. Uważa się go za poetę narodowego Anglii.
Większość swoich prac napisał między 1586 a 1612 rokiem. Przedmiotem ciągłej debaty jest ich chronologia, a nawet kwestia autorstwa większości z nich. Był jednym z niewielu dramaturgów, którzy z powodzeniem tworzyli zarówno komedie, jak i tragedie. Sztuki Shakespeare’a przetłumaczono na wiele języków nowożytnych, inscenizacje mają miejsce na całym świecie. Jest również najczęściej cytowanym pisarzem anglojęzycznego świata. Wiele jego neologizmów weszło do codziennego użycia. Lista słów, które wprowadził do języka angielskiego, liczy około 1600 pozycji. Według różnych źródeł, w swoich dziełach użył od 20 000 do 30 000 różnych słów.

## Życiorys

### Młodość

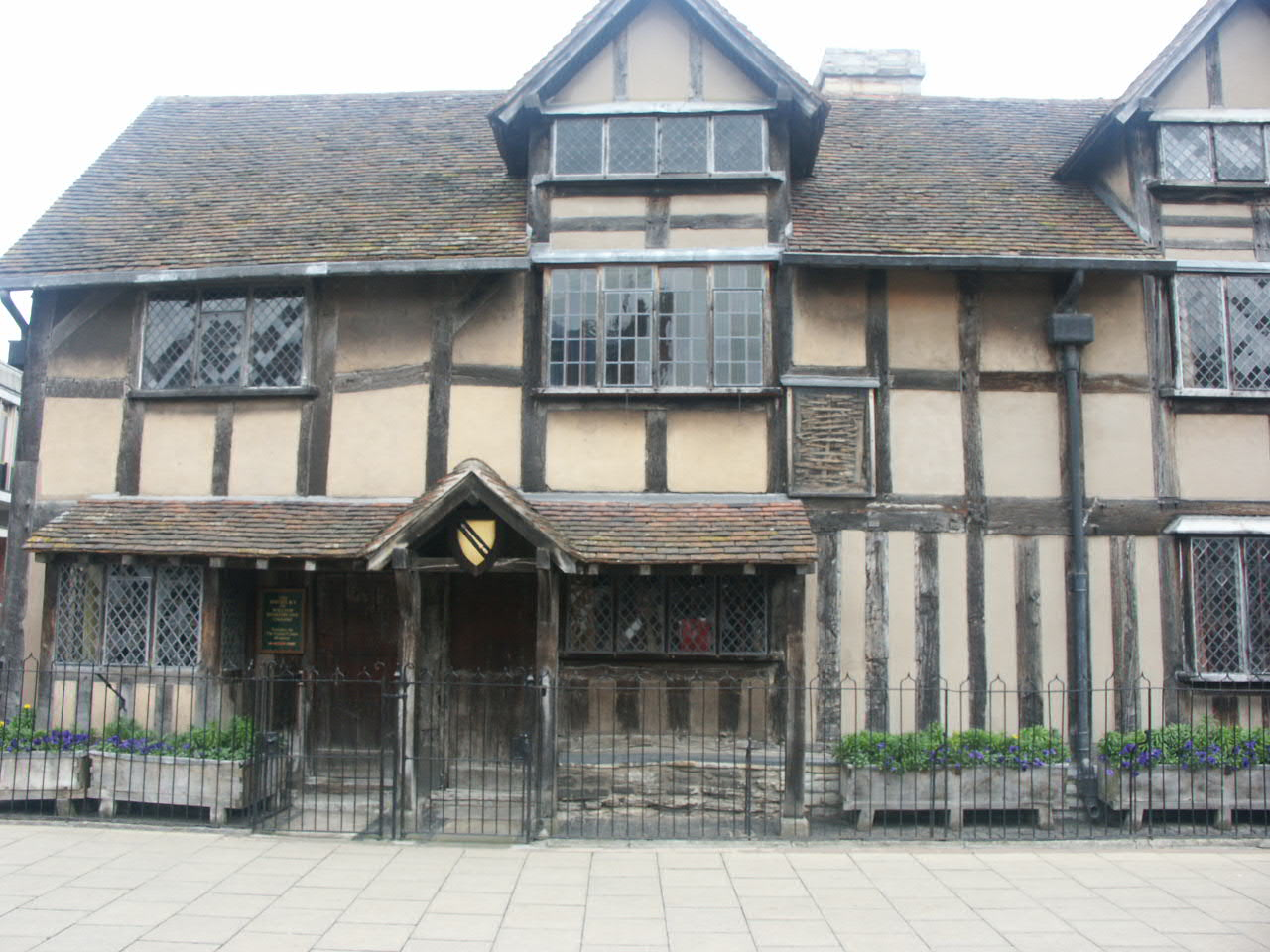
Dom rodzinny pisarza w Stratford

William Shakespeare (znany także jako Shakspere, Shakspear, Shakespere, Shaksper, Shaxper, oraz Shake-speare; zasady pisowni nie były jeszcze wtedy jednoznacznie ustalone, istnieje ponad sto odmian tego nazwiska) urodził się w kwietniu 1564 roku w Stratford-upon-Avon, jako trzecie z ośmiorga dzieci Johna Shakespeare’a, rękawicznika i lokalnego polityka, oraz pochodzącej ze znanej i bogatej rodziny, Mary Arden. Jego rodzice byli kuzynostwem, ich matki były siostrami. Tego typu małżeństwa nie były w XVI wieku w Anglii niecodzienne.
Przypuszcza się, że urodził się w domu rodzinnym przy Henley Street. Dokładna data dzienna nie jest znana. Ze względu na to, że został ochrzczony 26 kwietnia, a zgodnie z tradycją taka ceremonia odbywała się nie później niż kilka dni po przyjściu na świat, przyjmuje się za datę jego urodzenia 23 kwietnia 1564.
| 4. Richard Shakespeare |  |                     |  |  |                        |
|                        |  | 2. John Shakespeare |  |  |                        |
| 5. Abigail Webb        |  |                     |  |  |                        |
|                        |  |                     |  |  | 1. William Shakespeare |
| 6. Robert Arden        |  |                     |  |  |                        |
|                        |  | 3. Mary Arden       |  |  |                        |
| 7. Marry Webb          |  |                     |  |  |                        |
|                        |  |                     |  |  |                        |

W szkole w Stratford uczył się łaciny, historii, literatury antycznej i retoryki, a jego nauczycielami byli magistrowie z Oxfordu. Prawdopodobnie w okresie kłopotów finansowych ojca, związanych z nielegalnym handlem wełną, musiał przerwać naukę (jako syn lokalnego prominenta mógł pobierać nauki za darmo, nie ma jednak dokumentów potwierdzających ten fakt). Prawdopodobnie zakończył edukację w wieku 14 lub 15 lat. Pracował w kilku magnackich rezydencjach jako guwerner, sekretarz, a także aktor w dworskich przedstawieniach. W 1582 roku osiemnastoletni Shakespeare ożenił się z Anne Hathaway, która miała wtedy 26 lat. W związku z różnicą wieku, a także z tym, że Anne była w trzecim miesiącu ciąży, przyjmuje się, że małżeństwo to było wymuszone przez jej rodzinę. Mieli trójkę dzieci: Susannę (ur. 1583) i bliźnięta o imionach Hamnet i Judith, urodzone w 1585. Hamnet zmarł w 1596 roku; niektórzy przypuszczają, że jego śmierć była jedną z inspiracji do napisania Hamleta.

### Stracone lata
Nic nie wiadomo o siedmiu latach jego życia, które nastąpiły po przyjściu na świat bliźniąt. Ten czas określa się jako the lost years (stracone lata). Istnieją tylko domysły, co mogło dziać się w tym okresie. Być może William został aresztowany i osadzony w więzieniu za kłusownictwo. Istnieje też teoria, mówiąca, że pracował jako nauczyciel. Możliwe, że w późniejszym okresie walczył jako żołnierz w Holandii. Przypuszcza się także, że podróżował po kontynencie, gdzie poznał takie osobistości jak Michel de Montaigne, a także poznał twórczość Giordano Bruno. Przypuszcza się też, że mógł pomagać grupie teatralnej w Londynie. Dowody na każdą z tych tez są co najwyżej poszlakowe. 
Braki w źródłach dotyczących życia jednostki nie należą do rzadkości, dlatego określenie „zaginione lata” może być raczej wyrazem oczekiwań biograficznych niż faktycznym problemem badawczym. Wiadomo natomiast, że do 1592 roku był już uznanym dramaturgiem w Londynie, a jego sztuki były wystawiane na scenie.
Pierwsza drukowana wzmianka o Shakespearze pojawia się w broszurze Roberta Greene’a z 1592 roku. W tym okresie był on już członkiem Trupy Lorda Szambelana, znanej później jako King’s Men. Greene zrobił aluzję do kogoś, kto we własnym mniemaniu jest jedynym „trzęsisceną” w tym kraju (in his owne conceit the onely Shake-scene in a countrie).

### Praca twórcza

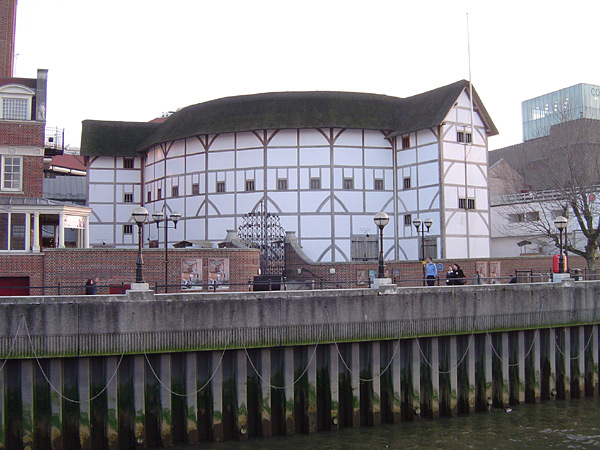
Odbudowany Globe Theatre

W 1598 roku po raz pierwszy wziął udział w przedstawieniu; także wtedy jego nazwisko zaczęło pojawiać się w charakterze autora sztuk. Przekaz mówi, że oprócz tego, że pisał dla Trupy Lorda Szambelana teksty nowych utworów, zajmował się finansami grupy, grywał także niewielkie role w spektaklach, takich jak Jak wam się podoba i Henryk V. Był współwłaścicielem Globe Theatre.
Wiele z jego dramatów czerpie motywy z literatury dawniejszej, co wpisywało się w specyfikę epoki, w której nie istniały jeszcze prawa autorskie, a wszelka imitacja, trawestacja i intertekstualność były jednymi z najbardziej cenionych cech ówczesnej literatury. Hamlet, na przykład, bazuje na niezachowanym Ur-Hamlecie (prawdopodobnie napisanym przez Thomasa Kyda, autora Tragedii hiszpańskiej), zaś Król Lear na wydanej wcześniej sztuce pod tym samym tytułem. Inspiracją do ich napisania były także dzieła włoskie i angielskie, takie jak nowele i kroniki. Shakespeare uważał za dobrą metodę korzystanie ze sprawdzonych wzorców – przykładowo: postać Falstaffa, pojawiająca się w Henryku IV, część 1 i  część 2, okazała się tak popularna, że umieścił ją także w Wesołych kumoszkach z Windsoru. Wysoko cenił reakcję publiczności i był gotów ulegać jej reakcjom, o czym świadczyć może utwór Jak wam się podoba.

### Działalność pozateatralna

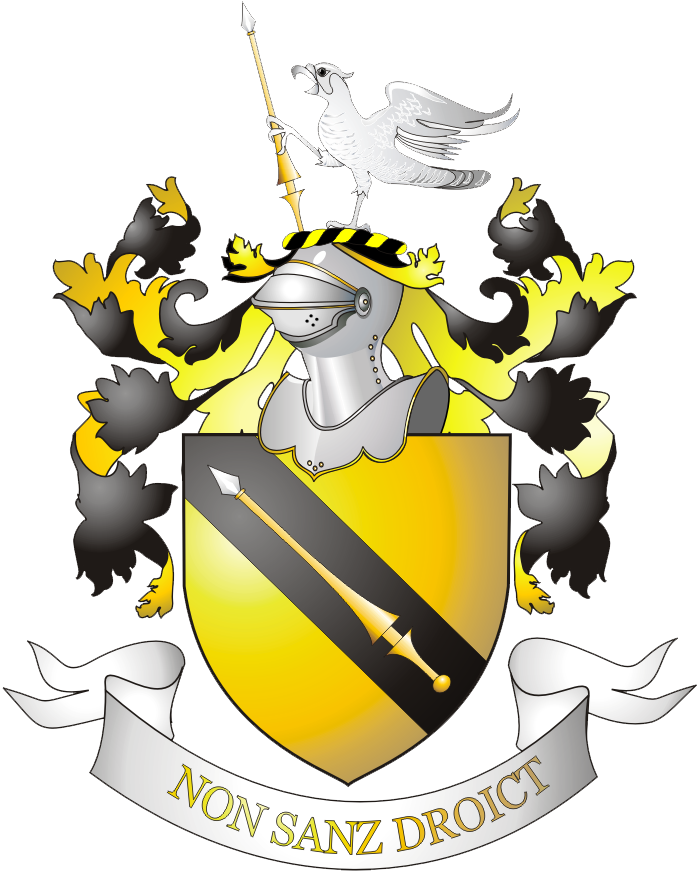
Herb Shakespeare’a

O dużej sprawności jako organizatora świadczą zasługi dla trupy lorda szambelana Henry’ego Careya (Lord Chamberlain’s Men). Potrafił zdobyć dla niej możnego mecenasa, jakim był król Jakub I. Znalazł także źródło finansowania dla własnych prac, którym było wsparcie zamożnego hrabiego, Henry’ego Wriothesleya. Oprócz tego, że współfinansował budowę Globe Theatre, działał także w Blackfriars Theatre (zbudowanym w 1596 roku), którego publiczność była bardziej elitarna.
Po przeprowadzce do Londynu (Anne Hathaway została w Stratfordzie), w 1604 roku był swatem córki swojego kamienicznika. Dokumenty sądowe z 1612 roku dają dowód na to, że Shakespeare był lokatorem Christophera Mountjoya, zamożnego mieszkańca Londynu. Jeden z praktykantów Mountjoya, Stephen Belott, chciał poślubić jego córkę. Rola Shakespeare’a polegała na tym, że był pośrednikiem, ustalającym warunki posagu. Doszło do małżeństwa; osiem lat później Belott pozwał do sądu swojego teścia, gdyż ten nie wspierał pary finansowo; Shakespeare był świadkiem w tej sprawie.
Liczne zachowane z tego okresu dokumenty związane z finansami pozwalają stwierdzić, że majątek Shakespeare’a rósł w szybkim tempie, co pozwoliło mu na zakup domu w dzielnicy Blackfriars w Londynie, a także drugiej co do wielkości posiadłości w Stratford, New Place. W 1596 roku dzięki staraniom pisarza został nadany przez heroldię herb jego ojcu. John Shakespeare chciał otrzymać go już w 1576 roku, jednak musiał przerwać odpowiednie procedury wskutek pogarszania się jego sytuacji finansowej. Dewiza herbowa brzmiała: Non Sanz Droict (pl. Nie bez prawa).

### Ostatnie lata życia

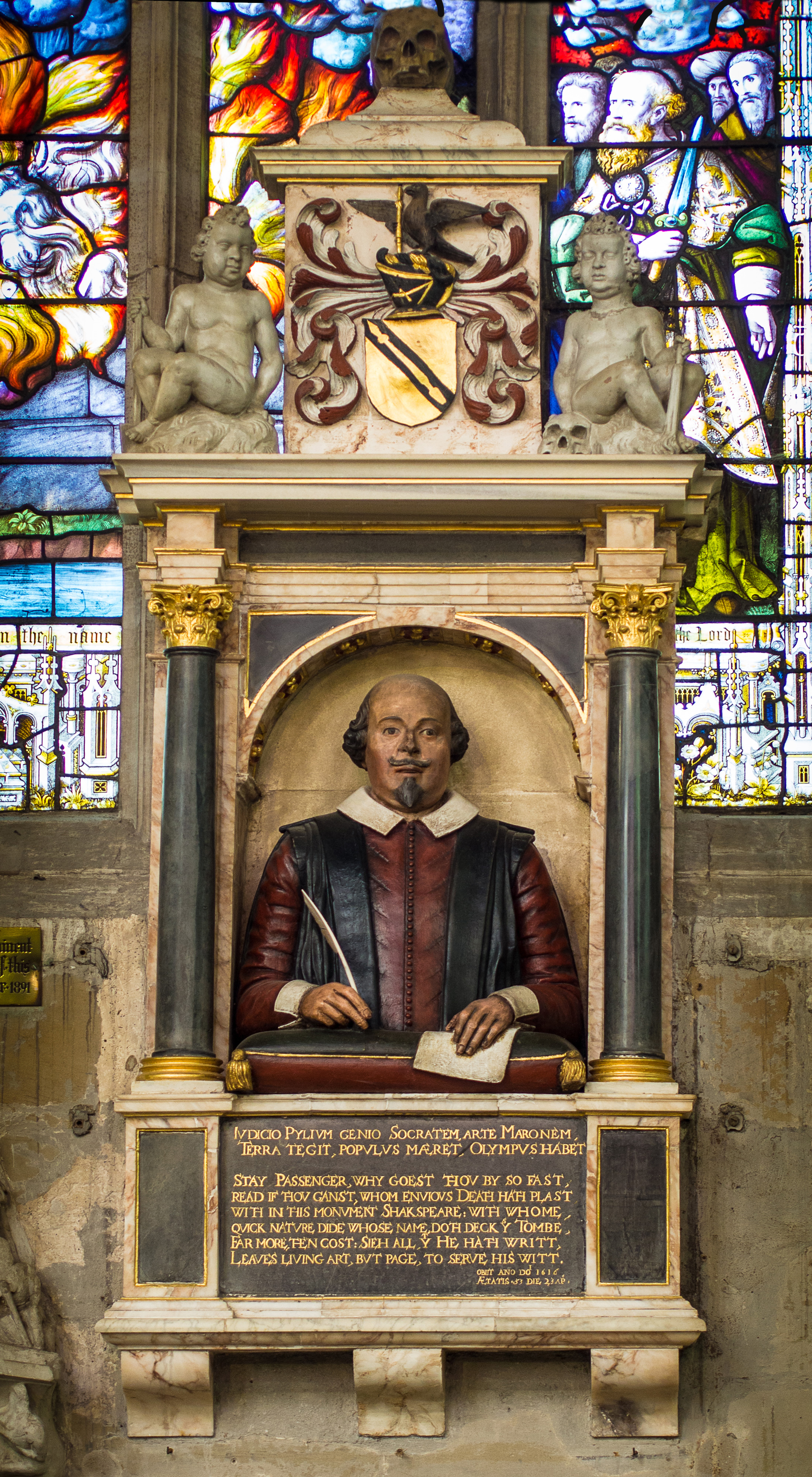
Nagrobek Williama Shakespeare’a zamontowany na ścianie nad jego grobem.

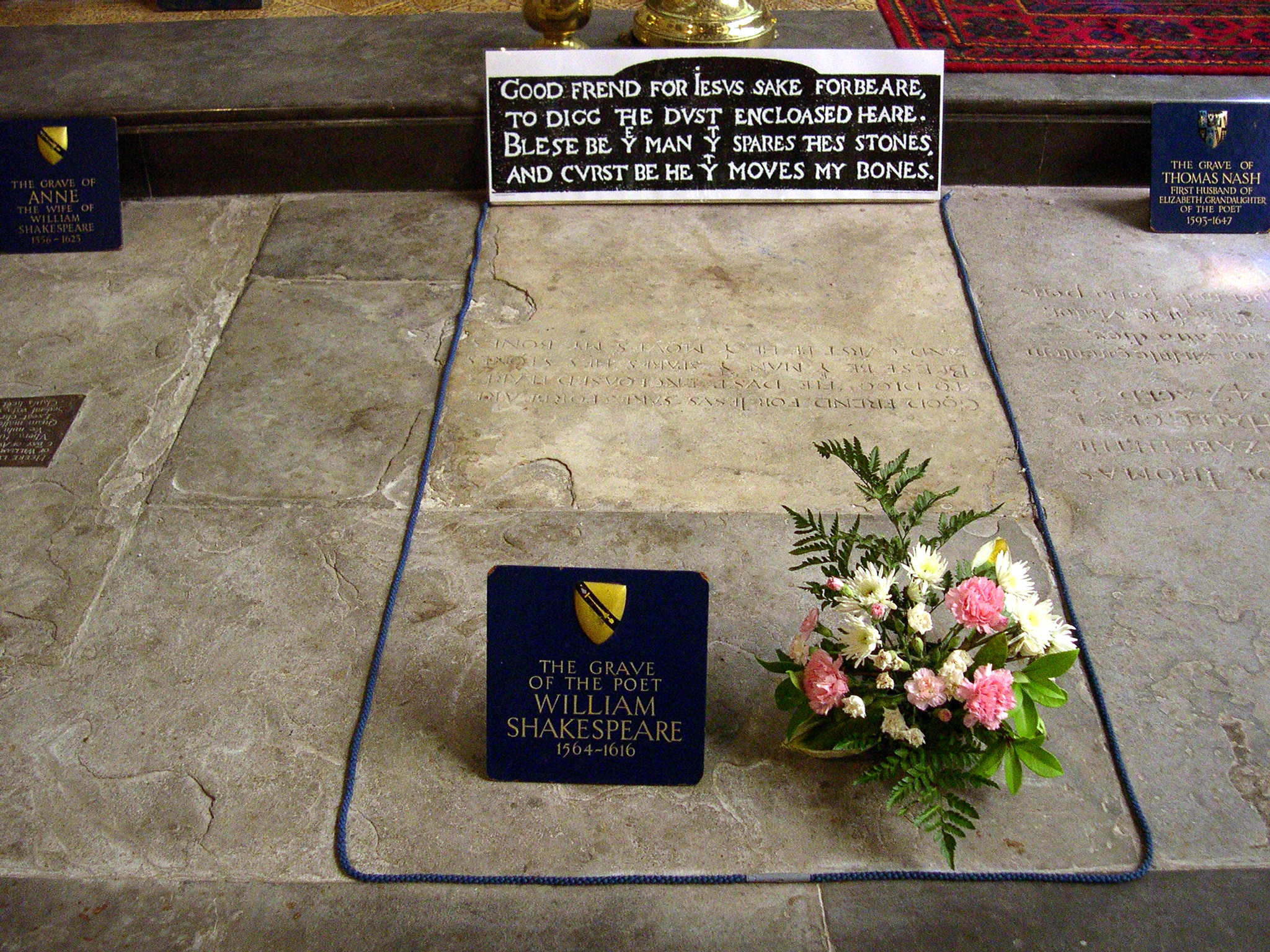
Grób Shakespeare'a

Shakespeare wrócił do Stratford w 1613 roku, zmarł w wieku 52 lat, 23 kwietnia 1616. Ostatnie lata życia spędził w New Place.
Został pochowany w absydzie kolegiaty Świętej Trójcy w Stratford. To wyróżnienie spotkało go jednak nie ze względu na jego sławę jako pisarza: kupił ten przywilej za kwotę 440 funtów. Jego pomnik przedstawia go jako poetę z piórem w ręce. Na nagrobku Shakespeare’a, pod popiersiem, znajduje się łacińskie epitafium i wiersz w języku angielskim. Epitafium głosi:

IVDICIO PYLIUM, GENIO SOCRATEM, ARTE MARONEM,

TERRA TEGIT, POPULUS MAERET, OLYMPUS HABET

Pierwszą część możemy przetłumaczyć jako „Pylos w osądach, Sokrates w geniuszu, Maro w sztuce”. Słowa te odnoszą się do mądrego króla Nestora, władcy Pylos, filozofa Sokratesa i Wergiliusza (jego cognomen brzmiał Maro). Druga część znaczy: „Ziemia go grzebie, ludzie opłakują, do Olimpu należy”. 
Na epitafium wyrytym w płycie kamiennej przykrywającej jego grób znajduje się wiersz. Wiersz jest czterolinijkowym epigramatem zawierającym błogosławieństwo dla tego, kto uszanuje grób Shakespeare’a i przekleństwo dla tego, kto się poważy ruszyć jego kości.

Good friend for Jesus sake forbeare,
To dig the dust enclosed here.
Blessed be the man that spares these stones,
And cursed be he that moves my bones.

## Twórczość

### Sztuki

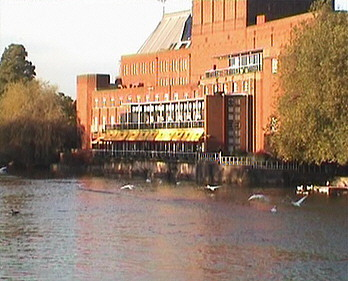
Teatr Royal Shakespeare Theatre w Stratford

Liczne sztuki tego pisarza, kroniki, komedie i tragedie, są uważane za jedne z najlepszych dzieł w swoich gatunkach i arcydzieła angielskiej literatury. Większość z nich została wystawiona w Globe Theatre, wybudowanym w 1599 roku, a który spłonął w 1613 roku podczas inscenizowania Henryka VIII. Pisarz występował też jako aktor; jego grupa nosiła nazwę Lord Chamberlain’s Men, na cześć ich mecenasa. Po objęciu patronatu nad nią przez króla Jakuba I zmieniła nazwę na King’s Men.
Jeśli chodzi o sztuki historyczne, Shakespeare korzystał z dwóch podstawowych źródeł. Dla dzieł związanych z Rzymem i Grecją są to utwory Plutarcha (w tłumaczeniu Thomasa Northa) zaś te, które są związane z historią Brytanii, bazę czerpią z kronik Raphaela Holinsheda. Można je także podzielić na te wydane wcześniej (pierwsza tetralogia) i te powstałe w późniejszym okresie (druga tetralogia).
Eksperci dokonują następującego podziału wszystkich jego utworów:
- wczesne komedie i kroniki (np. Sen nocy letniej; ok. 1590–1596)
- utwory z okresu pośredniego (wtedy powstały najbardziej znane sztuki, jak: Otello, Romeo i Julia, Makbet, Hamlet czy Król Lear, a także sztuki problemowe, do których zaliczyć możemy Miarkę za miarkę; ok. 1595–1609)
- późne romanse (Burza, Opowieść zimowa; ok. 1610–1612)

O ile wcześniejsze dzieła znacznie się od siebie różnią charakterem, o tyle te pisane później poruszają podobne tematy, takie jak zdrada, przyjaźń, morderstwo, władza i ambicje. Utwory powstałe jako ostatnie zawierają więcej elementów fantastycznych, błyskotliwych rozwiązań. Trzeba jednocześnie pamiętać, że nie jest możliwe dokonanie jednoznacznego podziału sztuk Shakespeare’a, a wszelkie rozróżnienia są jedynie umowne.

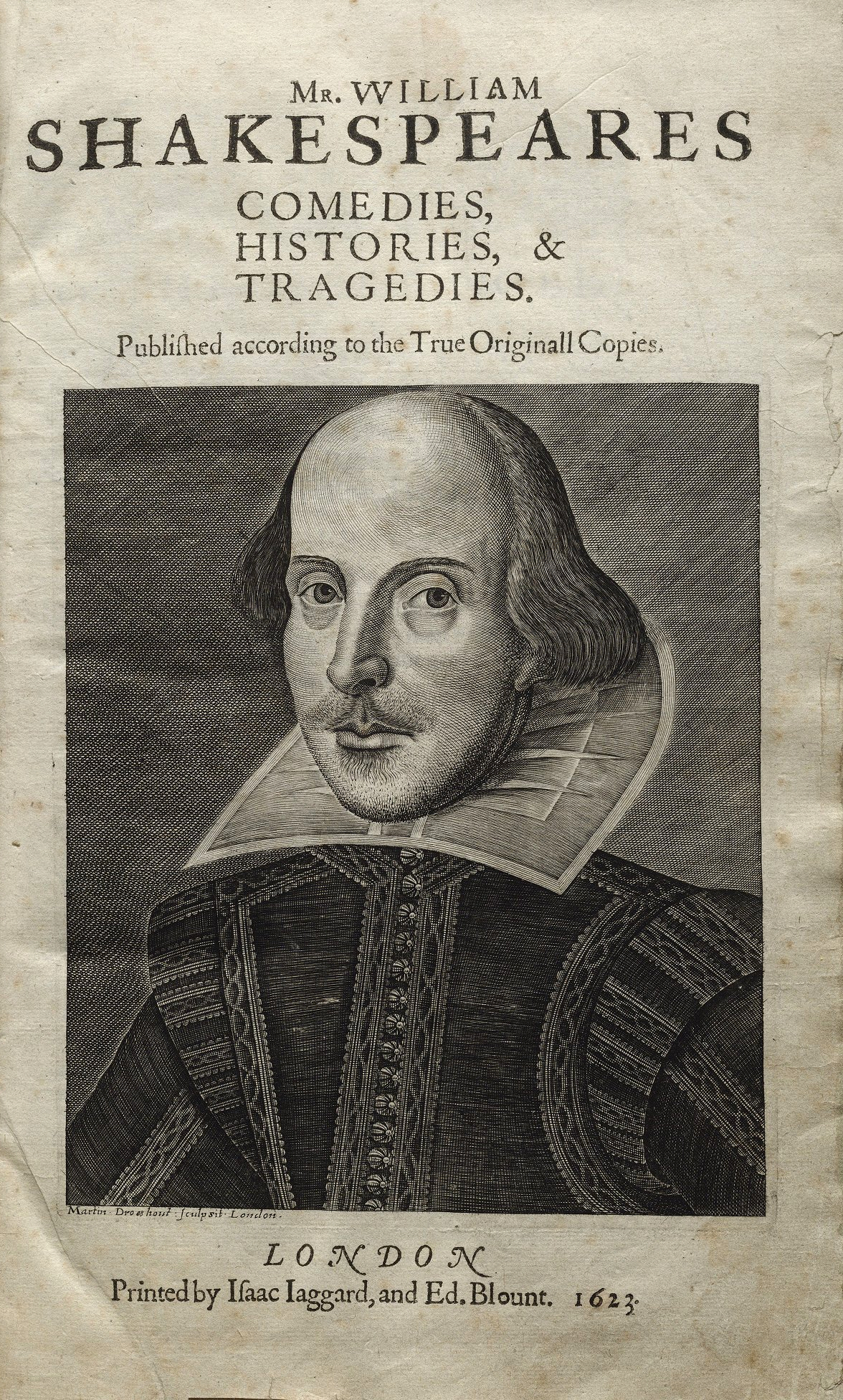
Strona tytułowa Pierwszego Folio, wydanego w 1623 roku

Większość została opublikowana w formacie quarto, jednak pierwsze duże wydanie jego dzieł nastąpiło w 1623 roku. Obecnie jest określane mianem Pierwszego Folio (zawiera 36 dzieł, w tym prawie wszystkie najbardziej znane, oprócz Peryklesa, księcia Tyru i Dwóch szlachetnych krewnych); w jego wydanie zaangażowany był John Heminges. Warto zaznaczyć, że w międzyczasie ukazywały się też pirackie wersje utworów pisarza, takie jak Fałszywe Folio. W Pierwszym Folio po raz pierwszy został zawarty tradycyjny podział jego sztuk na komedie, tragedie i kroniki, powszechnie stosowany do dzisiaj. Współcześnie pojawiają się też podziały na tzw. sztuki problemowe, które łączą w sobie elementy komedii i tragedii (Miarka za miarkę), a także na romanse (Opowieść zimowa)
Istnieje wiele kontrowersji co do chronologii powstawania jego utworów. Poza tym, z uwagi na fakt, że nigdy nie wydał autoryzowanej edycji swoich sztuk, ciężko jest ustalić ich właściwą wersję; dla niektórych dzieł istnieje kilka różniących się od siebie wydań. Ten stan rzeczy sprawia, że ustalenie dokładnej treści utworów jest jedną z głównych kwestii, nad którymi pochylają się współcześni badacze. Ze względu na to, że w jego czasach nie było jeszcze ustalonych zasad pisowni, niektóre słowa zapisywał w różny sposób, co potem powodowało, że przepisujący je często zmieniali ich znaczenie. Istnienie kilku różniących się od siebie w szczegółach wydań tego samego utworu jest także tłumaczone tym, że Shakespeare z biegiem lat wprowadzał w swoich utworach zmiany.

### Sonety

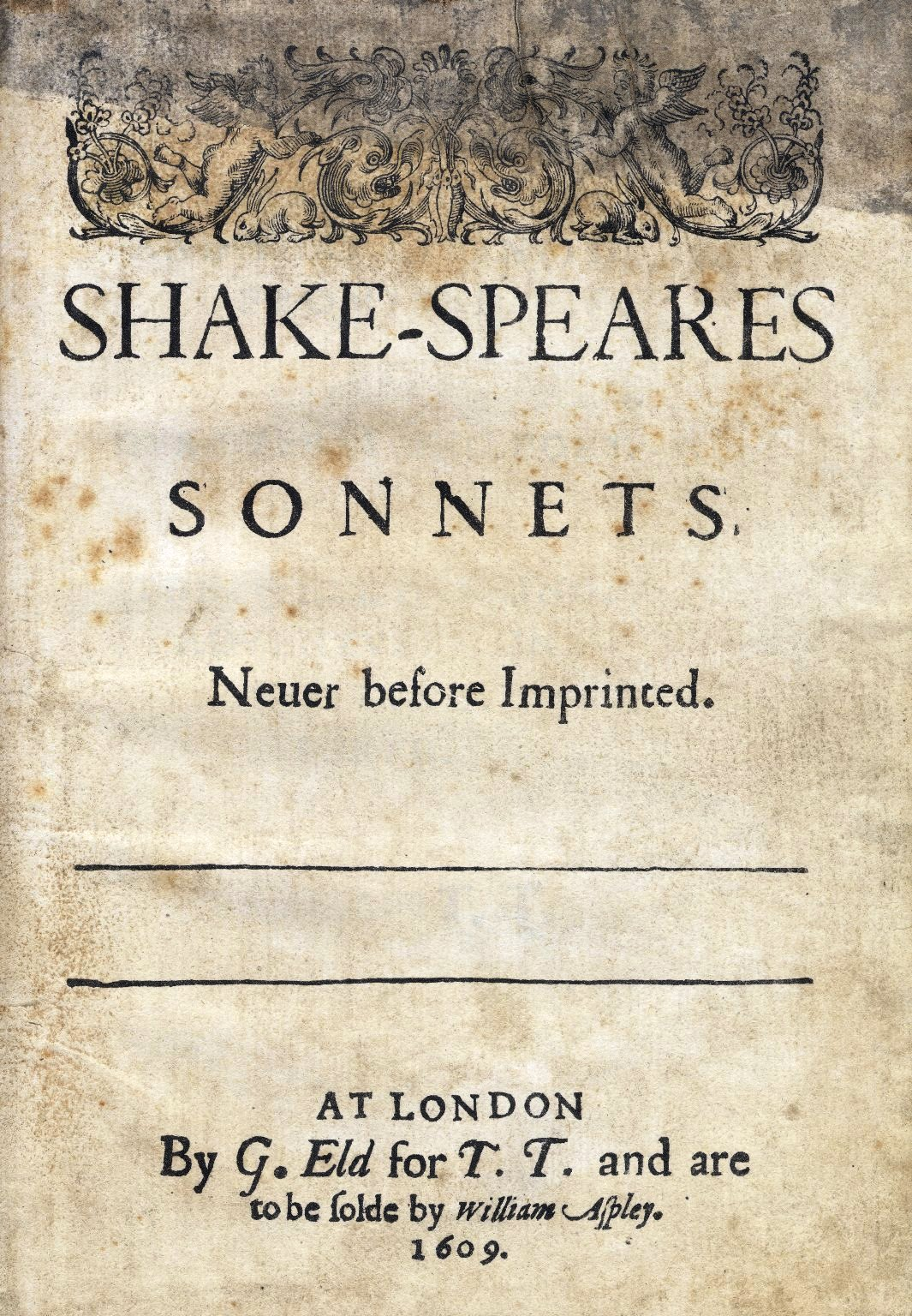
Strona tytułowa pierwszego wydania sonetów Shakespeare’a

Sonety Shakespeare’a to zbiór 154 utworów, traktujących o pięknie, miłości i moralności. Pierwszych 17 skierowanych jest do młodzieńca, którego nawołują do małżeństwa i posiadania potomstwa, dzięki czemu jego uroda mogłaby zostać przekazana kolejnym pokoleniom. Kolejne (18–126) odnoszą się do mężczyzny, w którym podmiot liryczny jest zakochany. Utwory 127–152 odnoszą się do miłości poety do jego kochanki. Dwa ostatnie sonety, 153 i 154, mają charakter alegoryczny i odnoszą się do Kupidyna. 
Prawie wszystkie, z wyjątkiem dwóch pierwszych, pojawiły się w wydawnictwie zatytułowanym Shakespeare’s Sonnets; numery 138 i 144 wydane zostały także w dziele Namiętny pielgrzym, w 1599 roku. Wskazuje to, że były pisane przez dłuższy okres, począwszy od lat 90. XVI wieku. Nie są znane okoliczności, w jakich zostały wydane. Pojawia się w nich tajemnicza dedykacja dla „Pana W.H.”, który jest opisywany jako „the only begetter” (ten, któremu należy przypisać wszystkie zasługi; jedyny ojciec). Nie wiadomo, kto jest jej autorem – Shakespeare, czy też wydawca sonetów, Thomas Thorpe. Nie ma także informacji o tym, kim jest ta postać. Być może był to jeden z mecenasów (np. Henry Wriothesley), możliwe też, że dedykacja ta jest skierowana do młodzieńca, opisywanego w sonetach.

### Inne utwory
Oprócz sonetów, pisarz był autorem także dłuższych utworów wierszowanych, takich jak Namiętny pielgrzym, Gwałt na Lukrecji czy Skarga zakochanej. Wydaje się, że zostały napisane, aby zdobyć przychylność jednego z bogatych patronów, którzy mogliby opłacać pracę twórczą Shakespeare’a. Na przykład Gwałt na Lukrecji jest dedykowany Henry’emu Wriothesleyowi.
Poza tym napisał też krótki wiersz Feniks i gołąb, alegoryczny poemat o upadku miłości, który był wykorzystany jako dodatek do długiego utworu Roberta Chestera, Love’s Martyr.

### Chronologia
Chronologia powstawania dzieł Shakespeare’a nie jest możliwa do ustalenia ani pod względem ich wydania drukiem, ani pod względem inscenizacji, dlatego że nie istnieje weryfikowalne źródło, z którego można by skorzystać. Wiele ze sztuk zostało wystawionych na scenie na długo przed publikacją.
Pomijając wersje pirackie (np. Fałszywe Folio), większość jego dzieł pozostała nieopublikowana aż do roku 1623, czyli do wydania Pierwszego Folio. Współcześni pisarzowi nie wymieniają żadnego z jego utworów, które nie przetrwałyby do naszych czasów, z wyjątkiem Cardenio i Love’s Labour’s Won. Kwestie autorstwa pozostają przedmiotem ciągłej debaty.
Uczeni zrekonstruowali chronologię powstawania jego utworów, posługując się w tym celu wieloma wskazówkami, takimi jak im współczesne aluzje, odnotowane inscenizacje, wpisy w rejestrze Stationers’ Company (instytucji zajmującej się regulacją praw autorskich; zob. Stationers’ Register), daty publikacji zamieszczone na stronach tytułowych wydań zachowanych do obecnych czasów, badanie stylu, w jakim utwory zostały napisane, a także listą zawierającą wiele jego dzieł, wydaną w 1598 roku.
Mimo tego, że część naukowców zatwierdziła pewną kolejność ich powstawania, wiele dat jest przedmiotem dyskusji i powinno być traktowanych jako umowne. Powszechnie przyjmuje się jednak teorię, która zakłada, że najstarszą, napisaną w 1590 roku sztuką jest Henryk VI, część 1, najmłodsze zaś pochodzą z lat 1612-1613 (Henryk VIII, Dwóch szlachetnych krewnych).

### Styl
Prace tego autora miały ogromny wpływ zarówno na teatr w jego czasach, jak i ten współczesny. Dzieła Shakespeare’a stanowią nie tylko najwybitniejsze przykłady zachodniej literatury, dzięki nim rozwinął się także teatr elżbietański, poprzez zwiększenie wymagań co do tego, co można pokazać za pomocą postaci, scenariusza lub fabuły. 

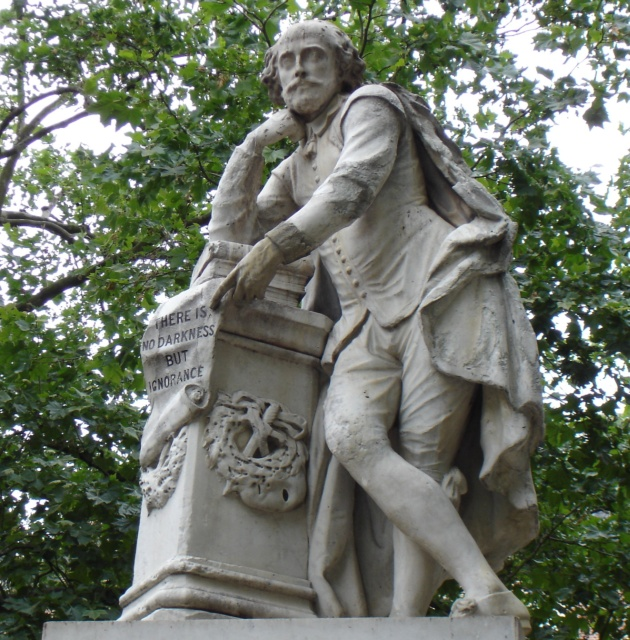
Detal z pomnika pisarza w Londynie

 Teatr w okresie, w którym poeta przybył do Londynu, ulegał licznym zmianom. We wczesnych latach jego pobytu najpopularniejsze były sztuki moralizatorskie, wspierane przez Tudorów. Postaci tam występujące, które były personifikacją (alegorią) atrybutów moralnych, jak i sama fabuła, były mało realistyczne; ukazywały wyższość dobra nad złem poprzez farsę i slapstick. Jednocześnie na uniwersytetach inscenizowano dramaty rzymskie, głównie po łacinie. Ich styl był bardzo formalny, przedkładano długie monologi i statyczność postaci nad dynamiczną akcję.
Pod koniec XVI wieku pisarze tacy jak Christopher Marlowe zaczęli zmieniać teatr. Odeszli od tradycyjnych koncepcji na rzecz sekularyzacji przedstawień. Ich dzieła łączyły w sobie poetycki styl i filozoficzne odniesienia uniwersyteckich autorów z łatwą przyswajalnością, znaną z utworów moralizatorskich. Jednocześnie były mniej dwuznaczne, rzadziej wykorzystywano alegorię. Inspirowany tym stylem, Shakespeare wyniósł go na nowy poziom.

### Wiersz
Dzieła Shakespeare’a są w przeważającej części napisane wierszem, choć stosował on również prozę. W swoich dramatach wykorzystywał przede wszystkim wiersz biały (blank verse), czyli nierymowany pentametr jambiczny, to znaczy sylabotoniczny dziesięciozgłoskowiec, w którym akcenty padają na parzyste sylaby wersu. Natomiast poematy napisał Shakespeare przy użyciu kunsztownych strof, sekstyny (ababcc), użytej w opowieści o Wenus i Adonisie, i strofy królewskiej, czyli rhyme royal (ababbcc), spożytkowanej w historii Lukrecji i w Skardze zakochanej. Sonety Shakespeare rymował abab cdcd efef gg. Ten układ współbrzmień do dziś nazywa się szekspirowskim. Shakespeare instrumentował swoje utwory nie tylko rymem, ale także aliteracją. Przykładu aliteracji dostarcza tytuł Love’s Labour’s Lost. Stosował też grę słów, czyli pun.

### Reputacja
Reputacja Williama Shakespeare’a rosła stopniowo. Za życia i krótko po śmierci był szanowanym, aczkolwiek nie uznawanym za wybitnego poetą. Jego wiersze ukazywały się drukiem częściej niż sztuki. Zdarzało się, że był uwzględniany w różnorodnych spisach wybitnych pisarzy. W uznawanym za luksusowy formacie Folio wydano zbiór jego dzieł już w 1623 roku; była to druga tego typu publikacja w Anglii.
W latach 1642–1660 teatr na Wyspach Brytyjskich był zabroniony, co było efektem wojny domowej i rządów Olivera Cromwella, purytanina. Wprowadzone przez niego ograniczenia dotyczyły m.in. rozrywki, uznawanej przez purytan za niemoralną. Mimo to grupy aktorów wystawiały krótkie fragmenty sztuk, wśród których znalazły się utwory Shakespeare’a, takie jak Sen nocy letniej.

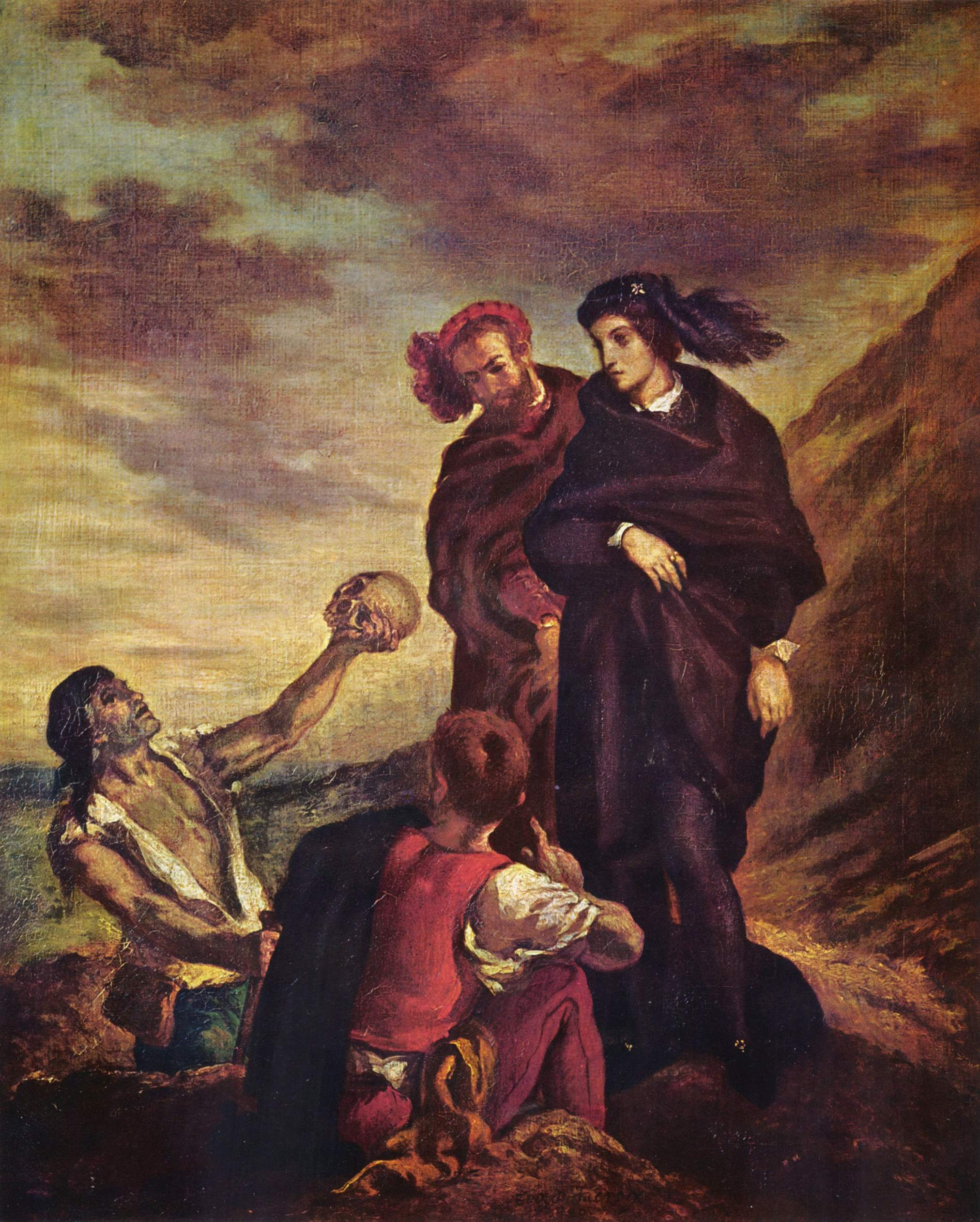
Hamlet na obrazie Eugène’a Delacroix

Później, po przywróceniu monarchii, nowa fala osób zajmujących się teatrem musiała korzystać z prac autorów z poprzednich epok. Sięgano po dzieła Johna Fletchera, Bena Jonsona i Shakespeare’a. W efekcie jego sztuki przez kolejne lata często pojawiały się na scenie. W nowych warunkach, z uwagi na rozwój teatrów, do utworów dodawano elementy takie jak muzyka, taniec, oświetlenie i fajerwerki. Jednocześnie teksty ulegały modyfikacjom; przykładowo w 1681 roku wprowadzono do Króla Leara szczęśliwe zakończenie, które utrzymywało się na scenach do 1838 roku. Burza została przekształcona w operę, z dodatkiem licznych efektów specjalnych.
W XVII wieku Shakespeare pozostawał cenionym pisarzem, choć nie dorównywał popularnością Johnowi Fletcherowi. Na dwie inscenizacje Fletchera przypadała jedna sztuka Shakespeare’a. Jednak w kolejnych dekadach zyskał większe uznanie, zostając uważanym za najlepszego angielskiego dramaturga.
Pod koniec XVIII wieku jego dzieła zaczęły uzyskiwać status arcydzieł, a sam autor był postrzegany jako wybitny dramaturg. Na początku XIX wieku Shakespeare osiągnął szczyty popularności, a jego sztuki regularnie gościły na deskach teatrów, zdobywając uznanie widzów ze wszystkich klas społecznych. Krytycy epoki romantyzmu uznawali go za barda-idola, a także za symbol angielskiej dumy.
W XXI wieku większość ludzi na świecie poznaje jego twórczość już w młodym wieku, głównie w szkole. Choć dla niektórych Shakespeare stał się symbolem nudy, pozostaje najczęściej inscenizowanym i ekranizowanym autorem sztuk w historii. Jego dzieła są często przenoszone do czasów współczesnych, a wiele słów w języku angielskim, takich jak assassination, majestic i epileptic, zostało wprowadzonych właśnie przez Shakespeare’a.
Bibliografia MLA w 2019 roku zawierała 48 tysięcy wpisów o Szekspirze; czterokrotnie więcej niż na temat drugiego najpopularniejszego autora.

### Odniesienia do Shakespeare’a

#### XVII wiek
Najwięcej do powiedzenia o Shakespearze mieli oczywiście Anglicy. Ben Jonson stwierdzał, że był to szczery i otwarty człowiek o szlachetnych celach. W podobnym tonie wypowiada się John Dryden, według którego Shakespeare najlepiej ze wszystkich ówczesnych, a także starożytnych poetów potrafił obrazować przyrodę, pozwalając odbiorcy nie tylko ją zobaczyć, ale także poczuć. Dla kontrastu, w pamiętniku Samuela Pepysa, we wpisie z 29 września znajduje się krytyka Snu nocy letniej. Angielski polityk stwierdza, że była to najgorsza sztuka, jaką zobaczył w życiu, jedynymi wartymi polecenia jej elementami były fajerwerki, a także występujące w inscenizacji piękne kobiety. Thomas Rymer, szlachcic i konserwatywny historyk, mocno krytykował Shakespeare’a za jego otwartość na zmiany, a także za to, że nie trzymał się klasycznych reguł. Jego atak na Otella spotkał się ze sporym odzewem, wywołał polemikę z takimi osobistościami jak John Dennis.

#### XVIII wiek

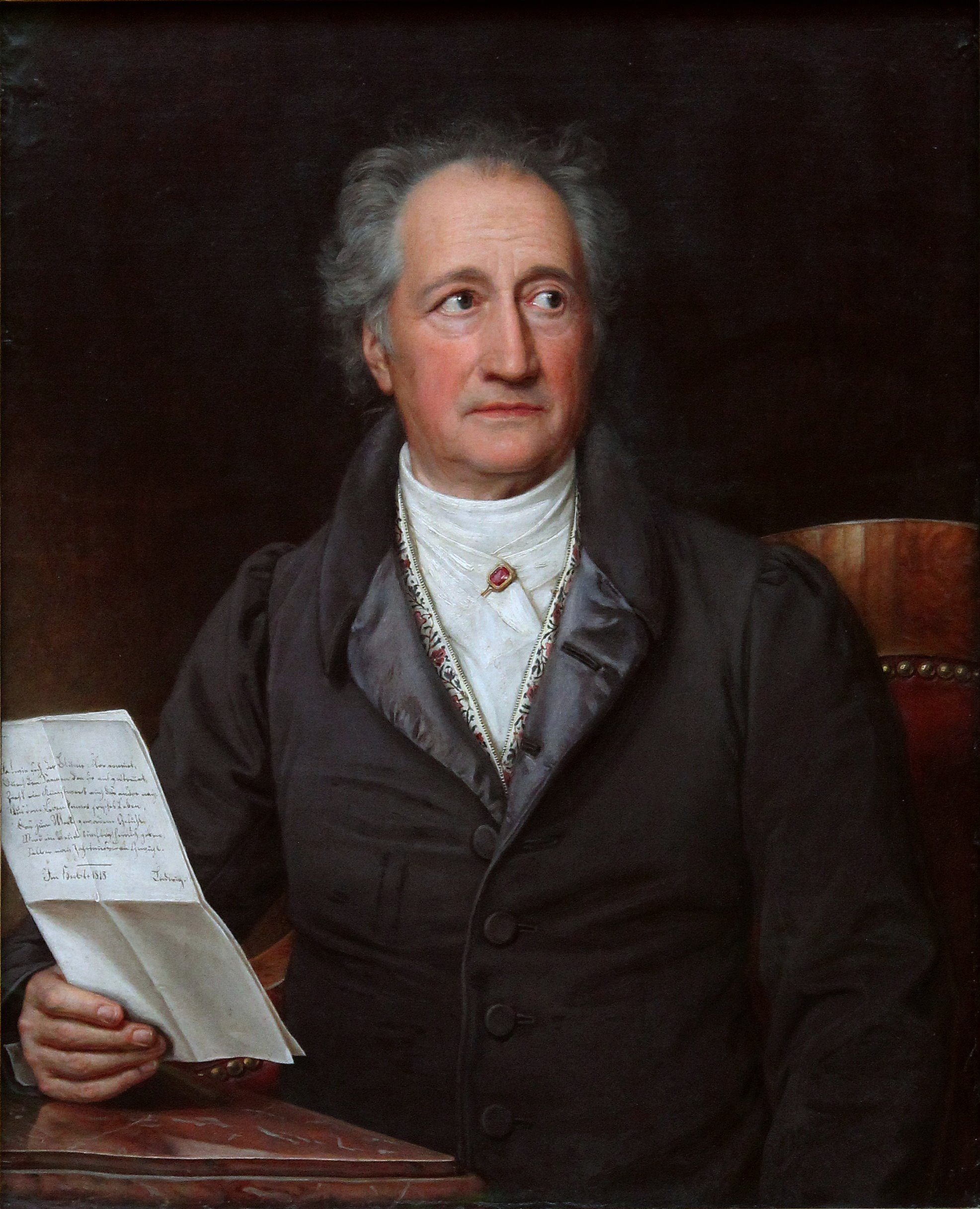
"Pierwsza strona, którą przeczytałem, uczyniła mnie niewolnikiem Szekspira na całe życie. A gdy skończyłem czytać pierwszą sztukę, stałem tam jak człowiek ślepy od urodzenia... Zrozumiałem i poczułem głęboko, że moje życie zostało nieskończenie poszerzone." (Goethe, Krytyka Literacka, 1771)

W XVIII wieku mieszkańcy Anglii zaczęli coraz bardziej doceniać Shakespeare’a. Joseph Addison uważał, że pod względem rzemiosła prześcignął on wszystkich innych, największym jego atutem zaś był jego geniusz. W 1725 roku Alexander Pope podziwiał ogromną naturalność postaci występujących w jego dziełach. Fascynujące dla niego było to, że nie dało się odnaleźć wśród nich dwóch identycznych charakterów. W podobnym tonie wypowiadał się o dialogach. Samuel Johnson bronił Shakespeare’a przed krytyką Woltera (któremu nie podobał się sposób przedstawiania monarchów w kronikach Shakespeare’a), stwierdzając, że osoby, które nie potrafią docenić tak wspaniałych sztuk, są małostkowe. Uważał, że jedynie Homer wprowadził równie dużo ważnych innowacji, tworzył równie doskonałe dzieła.
Niektóre ze sztuk Shakespeare’a były inscenizowane na kontynencie już w XVII wieku, jednak popularność zdobył dopiero w połowie XVIII wieku. W Niemczech Gotthold Ephraim Lessing porównał jego utwory do niemieckiej twórczości ludowej. Johann Wolfgang Goethe zorganizował w 1771 roku obchody dnia Szekspira we Frankfurcie, argumentując, że angielski dramaturg obalił zasadę trzech jedności, które były „niczym więzienie” i „ograniczały umysł”. Inny krytyk, Johann Gottfried Herder, stwierdził, że dzieła Shakespeare’a poszerzają horyzonty. Teza, że utwory tego pisarza stanowią zniesienie granic pozwalające na poznanie pełnego sprzeczności świata, stała się charakterystyczna dla krytycyzmu w romantyzmie. Poszerzył ją Victor Hugo we wstępie do utworu Cromwell, gdzie okrzyknął Shakespeare’a przedstawicielem groteski, gatunku ukazującego świat w krzywym zwierciadle.

#### XIX wiek
Charles Lamb w utworze On the Tragedies of Shakespeare (1811) opisywał sposób, w jaki powinniśmy patrzeć na świat, który próbuje nam pokazać Shakespeare. Dla niego liczyło się przede wszystkim to, co w głowie każdego z ludzi, mniej istotna była szara codzienność. Thomas de Quincey w 1823 roku próbował udowodnić, że dzieła Shakespeare’a nie są tylko wspaniałymi dziełami sztuki, a są wielkimi dziełami natury, takimi samymi jak: słońce, deszcz, gwiazdy czy kwiaty. Jednocześnie powinno się je dogłębnie studiować, gdyż tylko wtedy można dostrzec wszystkie wspaniałości, jakie ze sobą niosą.

#### XX wiek
Urodzony w Yorku poeta Wystan Hugh Auden uważał, że irytujący są pisarze tacy jak John Milton czy James Joyce, którzy uważają się za ważnych i piszą z przeświadczeniem, że tworzą coś wielkiego. Jego zdaniem Shakespeare nigdy nie brał siebie zbyt poważnie, co było dużym osiągnięciem jego charakteru. Thomas Stearns Eliot (laureat literackiej nagrody Nobla w 1948 roku) powiedział, że najważniejszymi pisarzami w historii są Dante Alighieri i właśnie Shakespeare. Profesor Uniwersytetu Kalifornijskiego w Berkeley, Stephen Booth w 1994 roku stwierdził, że wspaniałe są pomysły Shakespeare’a na łączenie ze sobą elementów sztuk, które wraz z biegiem czasu nabierają coraz większego sensu.

#### Polonica w sztukach Williama Shakespeare’a
Pierwsza wzmianka o Polsce pojawia się w Komedii omyłek. Drumio z Syrakuz opisując otyłą kobietę stwierdza: 

...gdyby z jej szmat wycisnąć łój starczyłoby świeczek na polską zimę

 Wyrażenie polska zima występuje tu w znaczeniu zimy długiej i surowej.
Najwięcej nawiązań do Polski pojawia się w Hamlecie. W I scenie aktu I, Horacy opisując Hamletowi wygląd Ducha, nawiązuje do wojen polsko-duńskich:

...Z tym samym marsem na czole wydawał
Rozkazy, aby rozgromić Polaków,
Ciągnących na nas saniami przez lody

Fragment ten był interpretowany w różny sposób. Występujące w oryginale słowo Pollax często tłumaczono jako Polacy (Polacks), ale też jako poleaxe – topór bojowy. Z tego względu w niektórych tłumaczeniach ten polski wątek się nie pojawia np.

...Toporem z sań chwyconym o lód grzmotnął

Scena IV aktu Hamleta rozpoczyna się przemarszem wojsk norweskich, dowodzonych przez Fortynbrasa, przez Danię. Zapytany przez Hamleta o cel wyprawy, dowodzący oddziałem kapitan odpowiada 

...Idziemy zdobyć mały skrawek ziemi:
Ma to-to nazwę, ale nic poza tym.
Za pięć dukatów nie wziąłbym w dzierżawę
tego zagonu. I zresztą Norwegia
Czy Polska więcej na nim nie zarobią
Gdyby go nawet od ręki sprzedały.

W scenie I aktu V pojawiają się „Pollack warres”: 

...To młody Fortynbras:
Wracając z polskiej wojny, daje salwy
Angielskim posłom.

 W finale dramatu (Akt V, scena II) wojska norweskie po zwycięstwie nad Polską, ponownie wkraczają do Danii. W rzeczywistości jednak w tym czasie nie było lądowego starcia Polski (Rzeczypospolitej) z Danią. W latach 1561–1582 toczyły się wojny o Inflanty, kiedy to Dania chciała w sojuszu z Lubeką utrzymać szlak żeglugowy do zajętej przez Moskwę Narwy zaś po stronie Rzeczypospolitej walczyła Szwecja. Teatrem wojny nie były jednak ziemie polskie, ale Bałtyk i Inflanty.
Imię królewskiego doradcy Poloniusza nasuwało podejrzenia, że postać ta była portretem ówczesnego polskiego polityka lub, że sam Poloniusz był z pochodzenia Polakiem. Tak interpretował sztukę m.in. Krystian Ostrowski, w którego przekładzie z 1870 roku pojawiają się wypowiedzi Laertesa Ty biedna Polko, Ty Ofelio droga... i Mój ojciec był Polakiem.
Polski motyw pojawia się także w komedii Miarka za miarkę, w której Książę tłumaczy swoje opuszczenie Wiednia wyjazdem do Polski.

...Panu Angelo (...)
Oddałem władzę absolutną w Wiedniu
Sądzi, że podróż do Polski odbywam.

Wątek polski przewija się także w Opowieści zimowej. Utwór ten jest trawestacją romansu pasterskiego autorstwa Roberta Greene’a z roku 1590, który wplata wątki dramatyczne z historii księcia mazowieckiego Siemowita III i jego niewiernej żony (której przypisuje się imię Ludmiły). Wypadki te opisał Janko z Czarnkowa, według niego Siemowit podejrzewając żonę o niewierność uwięził ją w zamku w Rawie Mazowieckiej, po czym bestialsko udusił w 1366. Shakespeare zmienił tożsamość dramatis personae, bohaterami czyniąc Czechów, a akcję przenosząc na Sycylię.

#### Wpływ Shakespeare’a na literaturę polską
Dzieła Shakespeare’a, zostały odkryte przez pisarzy epoki romantyzmu, miały duży wpływ także na Polaków. Juliusz Słowacki w swoich dziełach często odwołuje się do jego utworów. W Kordianie (1834) można odnaleźć odniesienia do kryzysu moralnego głównego bohatera (Hamlet), pojawiają się też siły nadprzyrodzone (Makbet). W Balladynie (1839) odnaleźć można wiele nawiązań do „Snu nocy letniej” – jak postaci Goplany i Tytanii czy Puka, na którym wzorowany jest Skierka. Inne dramaty, jak na przykład Maria Stuart (1832), także odnoszą się do dzieł Shakespeare’a. O swojej fascynacji pisał także w 1834 w liście do matki. Do jego twórczości odwołuje się także Adam Mickiewicz, który cytuje fragment tekstu jednego z jego utworów (Methinks, I see... where? – In my mind’s eyes) w balladzie Romantyczność (1822).
Stanisław Wyspiański także był zafascynowany twórczością Shakespeare’a. Dokonał interpretacji Hamleta, umieszczając w nim również wątki z Makbeta, miało to miejsce w teatrze im. Juliusza Słowackiego w Krakowie.
W powieści Ferdydurke (1937) Witolda Gombrowicza główny bohater, Józio, uznaje Shakespeare’a za artystę w pełni i kapłana sztuki, a także za twórcę wspaniałych i pięknych scen zbrodni.

#### Tłumaczenia na język polski
Sztuki Shakespeare’a były wystawiane na ziemiach polskich jeszcze za życia autora. Przedstawienia te odbywały się w obcych językach, w późniejszym zaś czasie tłumaczono francuskie lub niemieckie przeróbki teatralne. Pierwszym polskim tłumaczem Shakespeare’a z oryginału był Ignacy Hołowiński, który w latach 1839–1841 ogłosił 6 tłumaczeń. Z kolei w latach 1875–1877 ukazały się Dzieła dramatyczne Williama Shakespeare (Szekspira), w przekładach Stanisława Koźmiana, Leona Ulricha i Józefa Paszkowskiego, pod redakcją Józefa Ignacego Kraszewskiego. Przekłady te z czasem uznano za kanoniczne i wielokrotnie je wznawiano. Łącznie w XIX wieku przekłady dramatów Shakespeare’a ogłosiło 27 tłumaczy. Podobna liczba tłumaczy pracowała nad twórczością Shakespeare’a w wieku XX, wśród nich byli Jan Kasprowicz, Maria Sułkowska (która przełożyła Sonety), Roman Brandstaetter, Jerzy Sito, Zofia Siwicka, Stanisław Barańczak i Maciej Słomczyński – pierwszy człowiek na świecie, który przetłumaczył wszystkie dramaty i utwory poetyckie Shakespeare’a. W wieku XXI ukazują się serie przekładów Ryszarda Długołęckiego, Piotra Kamińskiego i Antoniego Libery.

## Kontrowersje

### Religia
Na kilka lat przed narodzeniem poety, po okresie niepewności, dokonano ostatecznego oddzielenia Kościoła anglikańskiego od Kościoła katolickiego. Z biegiem czasu zaczęto wywierać presję na katolikach, aby przechodzili na protestantyzm. Wierność papieżowi stała się nielegalna. W Anglii zrodził się tajny ruch, łączący tych, którzy nie chcieli zmienić wiary. 
Matka pisarza, Mary Arden, należała do rodziny opozycyjnej, silnie sympatyzującej z katolikami. Jego córka, Susanna Hall, była w Stratford zarejestrowana jako jedna z tych, którzy odmówili przyjęcia komunii świętej, co może także świadczyć o jej pozostawaniu przy wierze rodziców. Religijność Williama można tłumaczyć tym, że czterech z sześciu jego nauczycieli w młodości było mocno wierzącymi katolikami, inny z jego tutorów został jezuitą.
Według Encyklopedii katolickiej jego córki zostały wychowane na protestantki, a Biblię znał w wersji protestanckiej. Ta sama encyklopedia – po podaniu jeszcze kilku argumentów – stwierdza, iż „wynika z tego wniosek niemal pewny, że jeśli sympatie Shakespeare’a były po stronie katolików, to niewiele się starał – lub w ogóle – by stanąć na wysokości swych przekonań”.
Joseph Pearce, autor książki "The Quest for Shakespeare", wskazuje na możliwe katolickie sympatie Szekspira, powołując się na przypuszczenia dotyczące jego ojca, Johna Szekspira, który miał być "nieugiętym katolikiem" w okresie prześladowań. Pearce sugeruje również, że Szekspir mógł spędzić tzw. "zaginione lata" jako nauczyciel w katolickim hrabstwie Lancashire oraz że jego twórczość zawiera elementy katolickiej wrażliwości.
Z kolei Clare Asquith w książce "Shadowplay" interpretuje dzieła Szekspira jako zakodowane przesłania do prześladowanych katolików, natomiast Richard Wilson w "Secret Shakespeare" dostrzega w jego twórczości elementy sprzeciwu wobec jezuickiego oporu. Obie interpretacje opierają się na analizie kontekstu historycznego i literackiego epoki elżbietańskiej. Mimo braku jednoznacznych dowodów, debata na temat religii Szekspira pozostaje otwarta, a jego dzieła nadal stanowią przedmiot różnych interpretacji w kontekście religijnym.

### Autorstwo

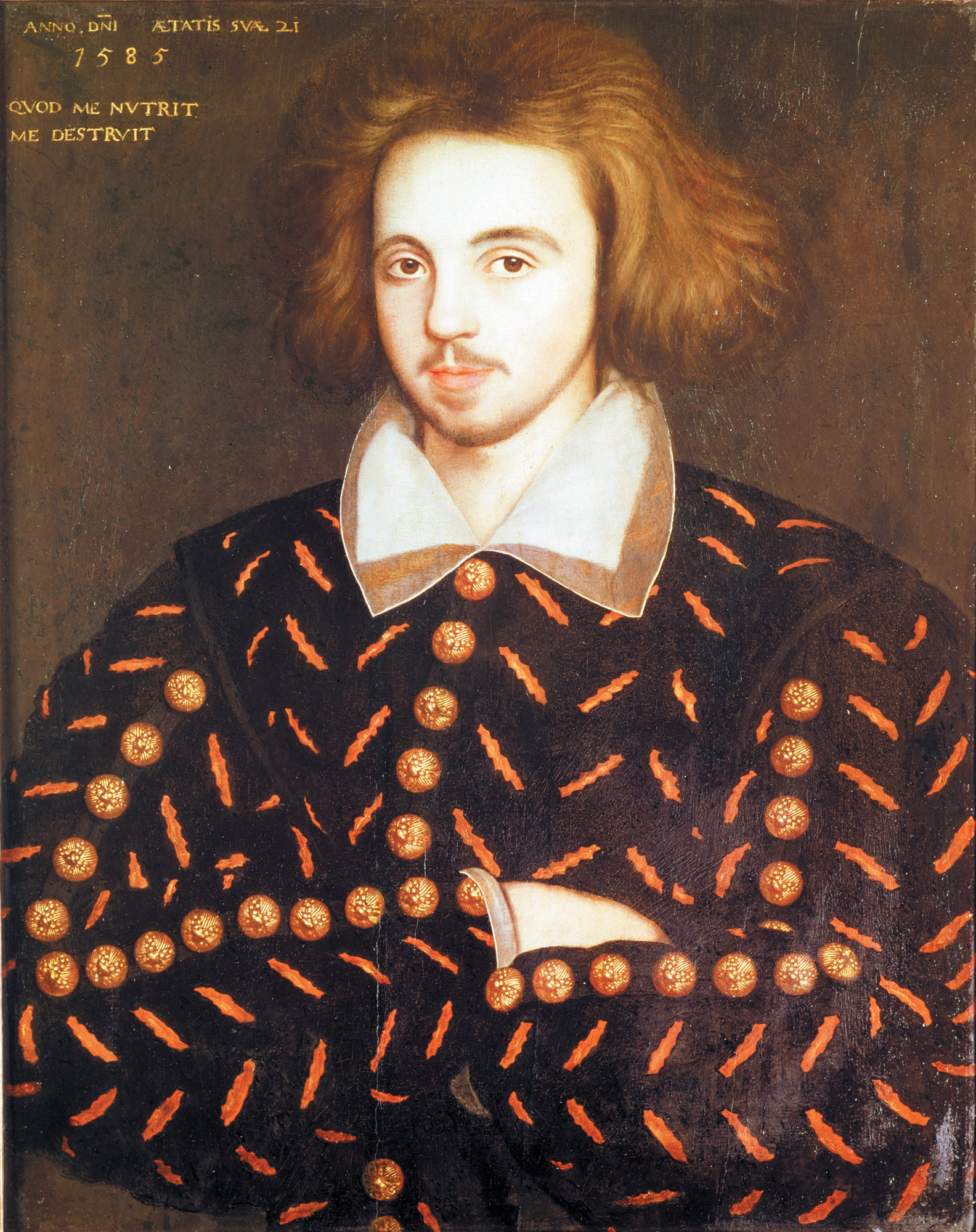
Christopher Marlowe

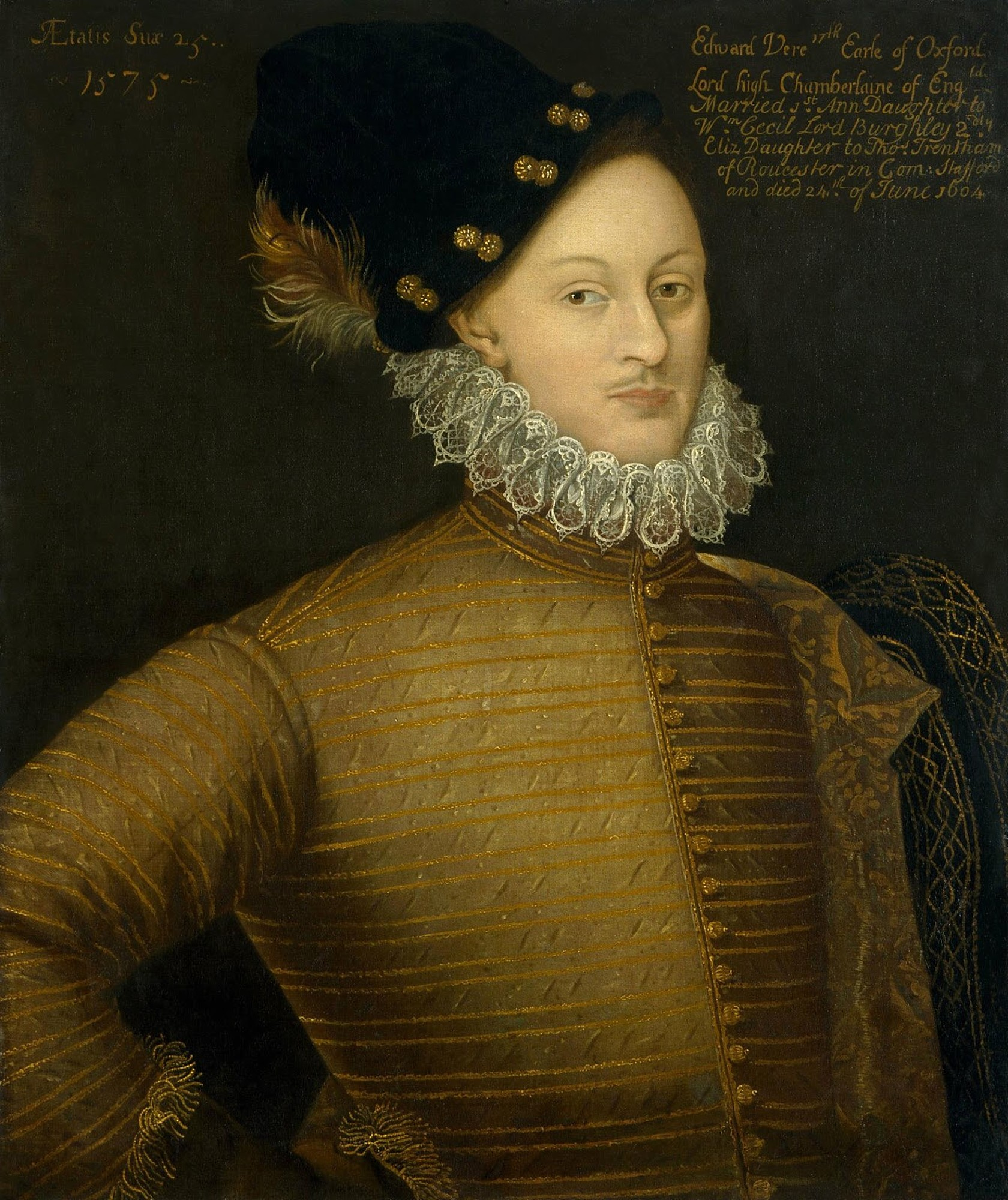
Edward de Vere

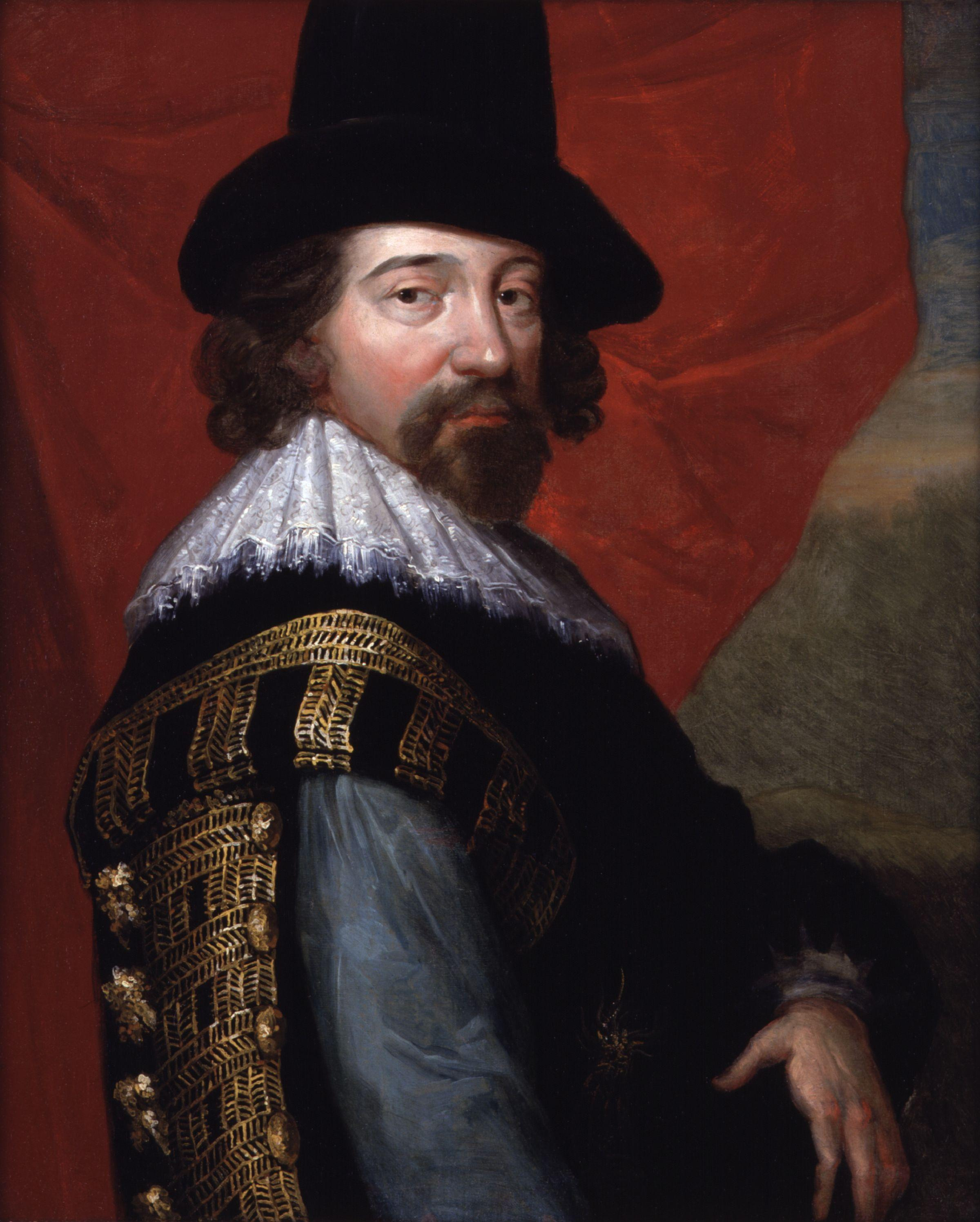
Francis Bacon

Wielokrotnie podnoszono kwestię autorstwa dzieł Shakespeare’a. Większość literaturoznawców uważa takie spekulacje za czyste teorie spiskowe, jednak pewna liczba powszechnie znanych autorytetów z różnych dziedzin powątpiewała w autorstwo tej twórczości lub otwarcie je kwestionowała. Wśród osób tych byli m.in. Słonimski, Dickens, Twain, Whitman, Bismarck, Freud czy John Denham Parsons.
Kwestia ta jest ciągłym przedmiotem debat, istnieją też zwolennicy przypisania autorstwa sztuk Shakespeare’a innym mężczyznom z epoki. Trzej najczęściej wymieniani to Christopher Marlowe, Edward de Vere oraz Francis Bacon. Zwolenniczka odrzucenia autorstwa Shakespeare’a, Delia Bacon, sugerowała, że tylko filozof taki jak Francis Bacon mógł poruszać w swych utworach rozległe kwestie filozoficzne; samego Shakespeare’a uznawała za chłopa i trzeciorzędnego aktora. Argumentacja Bacon, zdaniem literaturoznawczyni Emmy Smith podszyta snobizmem, zainicjowała szeroko dyskutowaną debatę nad autorstwem sztuk Shakespeare’a. W pierwszej połowie XX wieku argumentacja Bacon straciła na znaczeniu na rzecz tezy, że to arystokrata Edward de Vere był autorem sztuk szekspirowskich. W roku 2011 powstał film fabularny w reżyserii Rolanda Emmericha poświęcony osobie Edwarda de Vere oraz przypisywanemu mu autorstwu dzieł Shakespeare’a, zatytułowany Anonimus. Pojawiały się też interpretacje wskazujące z kolei na zbieżność biografii i stylu dzieł Shakespeare’a i Marlowe’a albo wręcz imitację twórczości Marlowe’a przez Shakespeare’a, choć na to ostatnie brakuje niezbitych dowodów.
Antyszekspiryści opierają swoje tezy na dwóch głównych argumentach: 
1. Autor dzieł Shakespeare’a wykazuje olbrzymią wiedzę z wielu dziedzin (takich jak prawo, polityka międzynarodowa, historia, filozofia), a także ogromną znajomość realiów dworu elżbietańskiego (w tekstach istnieje wiele aluzji dotyczących owego dworu), której nie mógł mieć pisarz pochodzący z prostej, częściowo niepiśmiennej rodziny.
2. O Shakespearze zrobiło się głośno dopiero po śmierci, wcześniej nie powstał żaden jego portret, nie zachował się żaden rękopis, nikt też – poza bezpośrednio zaangażowanymi w publikację dramatów – nie odnotowuje go jako autora popularnych sztuk. Shakespeare został pochowany jako typowy przedstawiciel średnich stanów społeczeństwa.

Stratfordianie (obrońcy "autentyczności" barda) przeciwstawiają się owym argumentom następującym rozumowaniem:
1. Geniusz literacki nie zależy wyłącznie od statusu społecznego czy formalnego wykształcenia. Wielu innych pisarzy (np. Ben Jonson) również miało ograniczone formalne wykształcenie[129].
2. Jest co najmniej 50 wzmianek z epoki łączących Szekspira z jego sztukami[128].
3. Szekspir był ściśle związany z londyńskim środowiskiem teatralnym jako aktor, udziałowiec i pisarz. Jego udokumentowany udział w przedsięwzięciach teatralnych, takich jak teatr Globe, wspiera jego autorstwo[130].

W literaturze przyjmuje się, iż Shakespeare jest autorem około 40 sztuk (o nie do końca ustalonej chronologii), które są podzielone na: kroniki historyczne, tragedie i komedie.

### Orientacja seksualna
O ile 26 sonetów jest adresowanych do zamężnej damy, o tyle 126 adoruje pięknego młodzieńca. Niezwykły ton tych ostatnich, który świadczy o niecodziennym stosunku autora do obiektu uczuć, jest interpretowany jako dowód na biseksualizm Shakespeare’a. Wielu badaczy dostrzega w nich elementy homoerotyczne. Clive Lewis stwierdza, że ton sonetów bardziej przypomina wyznania kochanka niż jest wyrazem zwykłej męskiej przyjaźni, Lewis zauważa także, że nie można go odnieść do żadnych innych dzieł tamtego okresu. Według innych hipotez chodzi tu bardziej o przyjaźń niż o miłość.

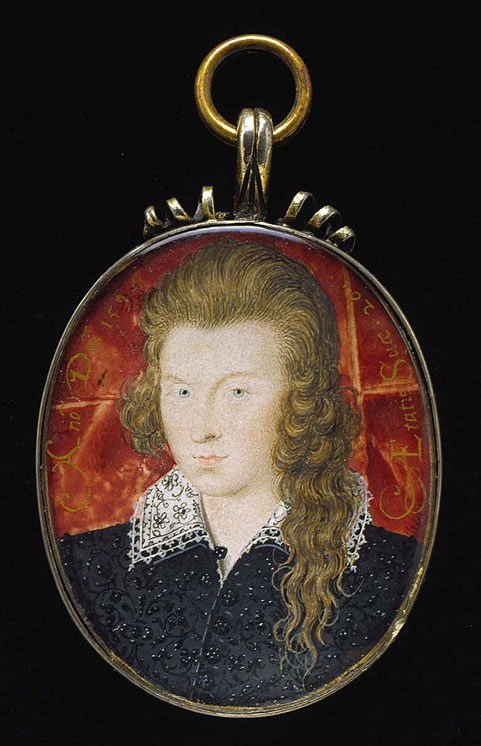
Henry Wriothesley

Badacze (np. Katerine Wilson) jednak odbierają stosowanie czasowników w pierwszej osobie, a także stwierdzenia takie, jak „Mam na imię Will” jako jednoznaczne identyfikowanie się autora z podmiotem. Zdaniem wielu jest to jedyny utwór, w którym możemy się zapoznać z osobistymi doświadczeniami Shakespeare’a, inaczej niż ma to miejsce w innych dziełach. W 1640 roku Ben Jonson zmienił tekst sonetów, tak aby wydawało się, że wszystkie są adresowane do tajemniczej damy, po czym wydał je drukiem; w krótkim czasie stały się najbardziej znaną wersją sonetów i pozostały nią aż do 1780 roku, kiedy to opublikowano je w oryginalnej formie.
Osoby twierdzące, że Shakespeare był biseksualistą, jako jego partnera zazwyczaj wymieniają Henry’ego Wriothesleya, patrona pisarza. Jest on także wymieniany jako młodzieniec z sonetów, jemu prawdopodobnie są one dedykowane. Warto zaznaczyć, że zwolennicy tej teorii nie mają żadnych dowodów na jej potwierdzenie. Jeżeli Shakespeare miał intymny związek z innym mężczyzną, musiało być to trzymane w ścisłej tajemnicy, gdyż za kontakty homoseksualne w tamtych czasach groziła kara śmierci. Według Jana Kotta, w specyficznej atmosferze środowisk teatralnych i aktorskich XVII w. Londynu związki tego typu nie były niczym nadzwyczajnym.
Dla niektórych (np. Isaaca Asimova) postać Antonia z Kupca weneckiego jest melancholijna ze względu na niespełnione uczucie do Bassania, który sam się poświęca, by umożliwić przyjacielowi znalezienie żony. 
Osobną kwestią są jego stosunki z żoną, Anne Hathaway. Mimo że mieli trójkę dzieci, nie widywali się często – Shakespeare mieszkał w Londynie, podczas gdy jego żona, razem z dziećmi w Stratford. Co więcej, istnieją podejrzenia, że ich małżeństwo było wymuszone ciążą, a pisarz nigdy nie był z niego zadowolony. W swoim testamencie zapisał żonie drugie najlepsze łóżko (taki zapis nie odbiegał od normy; w czasach Shakespeare’a większość majątku zostawiano w spadku dzieciom, w nadziei, że będą się opiekować rodzicami). Angielskie określenie „second best bed” nie powinno wzbudzać pejoratywnych skojarzeń, ponieważ wedle angielskich obyczajów, najlepsze łóżko było rezerwowane dla gości. Jednocześnie Shakespeare pozostawił część swoich oszczędności kolegom: Johnowi Hemingesowi, Richardowi Burbage’owi oraz Henry’emu Condellowi, prosząc w testamencie, aby zakupili sobie obrączki dla zademonstrowania łączącej ich przyjaźni.

## Dzieła Shakespeare’a

### Kroniki dramatyczne

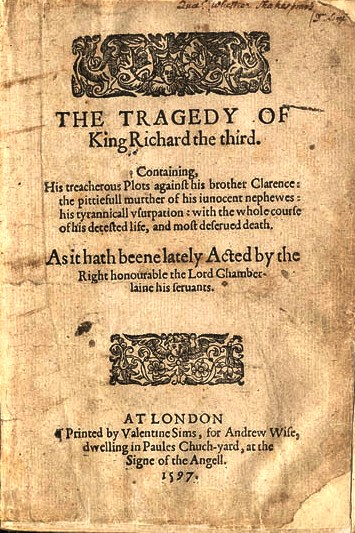
Ryszard III

- Król Jan (King John; ok. 1595–1596)
- Henryk VI, część 1 (King Henry VI, Part 1; ok. 1591)
- Henryk VI, część 2 (King Henry VI, Part 2; ok. 1591)
- Henryk VI, część 3 (King Henry VI, Part 3; ok. 1591)
- Ryszard III (King Richard III; 1590–1593)
- Henryk V (King Henry V; 1599)
- Henryk IV, część 1 (King Henry IV, Part 1; 1596)
- Henryk IV, część 2 (King Henry IV, Part 2; 1597)
- Ryszard II (King Richard II; 1595)
- Henryk VIII (King Henry VIII or All Is True; 1596–1598)

### Komedie

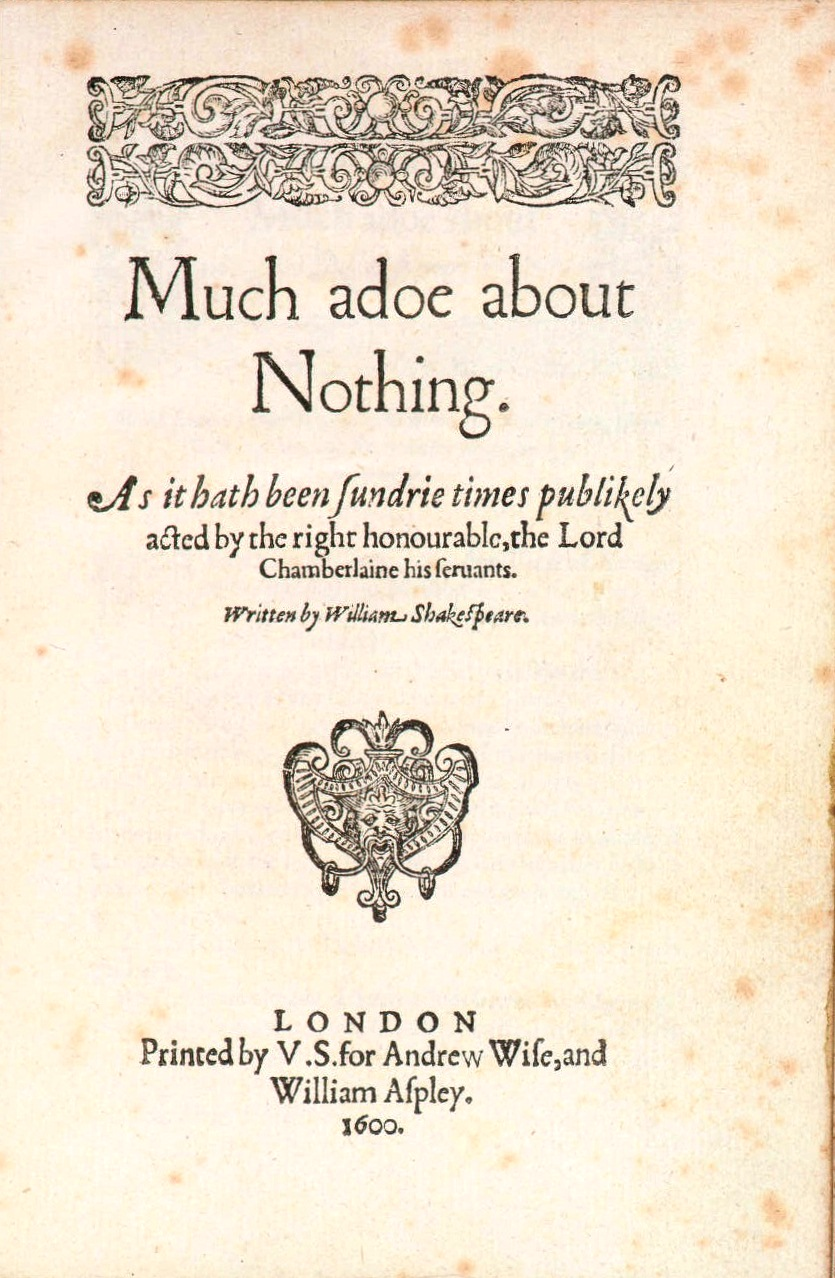
Wiele hałasu o nic

- Komedia omyłek (The Comedy of Errors; ok. 1591)
- Stracone zachody miłości (Loves’ Labour’s Lost; 1594)
- Poskromienie złośnicy (The Taming of The Shrew; 1594)
- Dwaj panowie z Werony (The Two Gentlemen of Verona; 1590–1595)
- Sen nocy letniej (A Midsummer Night’s Dream; 1595)
- Kupiec wenecki (The Merchant of Venice; 1596)
- Wiele hałasu o nic (Much Ado about Nothing; ok. 1598–1599)
- Jak wam się podoba (As You Like It; 1599–1600)
- Wieczór Trzech Króli (Twelfth Night or What You Will; 1600)
- Wesołe kumoszki z Windsoru (The Merry Wives of Windsor; 1602)
- Perykles, książę Tyru (Pericles, Prince of Tyre; 1608)
- Wszystko dobre, co się dobrze kończy (All’s Well That Ends Well; 1602–1603)
- Miarka za miarkę (Measure for Measure; 1604)
- Cymbelin (Cymbeline; 1609)
- Opowieść zimowa (The Winter’s Tale; 1610–1611)
- Burza (The Tempest; 1611)
- Dwóch szlachetnych krewnych (Two Noble Kinsmen, 1614)

### Tragedie

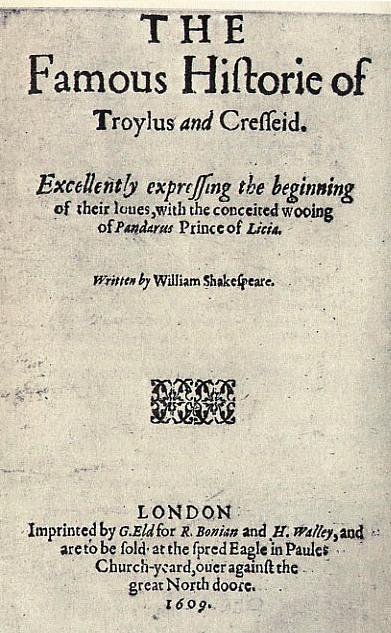
Troilus i Kresyda

- Tytus Andronicus (Titus Andronicus; 1593)
- Romeo i Julia (Romeo and Juliet; 1595)
- Juliusz Cezar (The Tragedy of Julius Caesar; 1600)
- Troilus i Kresyda (Troilus and Cressida; 1601)
- Hamlet (Hamlet, Prince of Denmark; 1600)
- Otello (Othello; 1605)
- Król Lear (King Lear; 1605)
- Makbet (Macbeth; 1606)
- Antoniusz i Kleopatra (Antony and Cleopatra; 1606–1607)
- Koriolan (Coriolanus; 1607)
- Tymon Ateńczyk (Timon of Athens; 1608)

### Wiersze i poematy

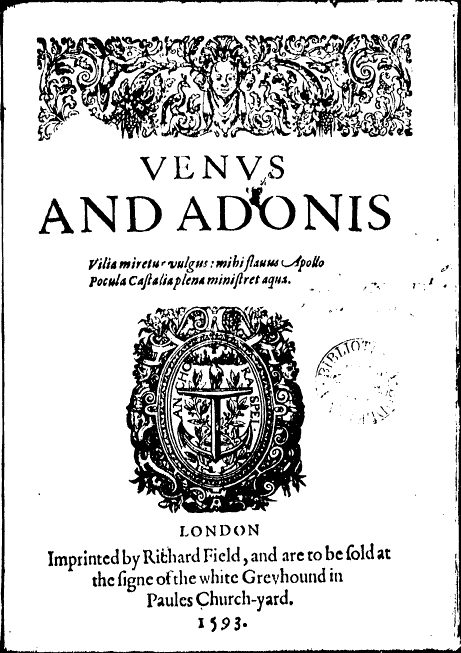
Wenus i Adonis

- Sonety (Shakespeare’s sonnets; 1609)
- Wenus i Adonis (Venus and Adonis; 1593)
- Gwałt na Lukrecji (The Rape of Lucrece; 1594)
- Namiętny pielgrzym (The Passionate Pilgrim; 1599)
- Feniks i gołąb (The Phoenix and Turtle; 1601)
- Skarga zakochanej (A Lover’s Complaint; 1610)

### Utwory przypisywane Shakespeare’owi i zaginione
- Love’s Labour’s Won (przed 1598)[139] – nie ma pewności co do tego, czy sztuka ta zaginęła, czy też jest to tytuł alternatywny dla innego dzieła[140]. Została wymieniona w Palladis Tamia (1598), obok Dwóch panów z Werony, Straconych zachodów miłości, Snu nocy letniej i Kupca weneckiego. Była to więc komedia inna niż tu wymienione. Długo przyjmowano, że jest to tytuł alternatywny dla Poskromienia złośnicy. Teoria ta została jednak obalona w 1953 roku, kiedy znaleziono dokument, który wymieniał obie te sztuki jako niezależne od siebie.
- Cardenio (przed 1613)[141] – sztuka ta została napisana we współpracy z Johnem Fletcherem, jej tekst zaginął. Była wystawiania przez King’s Men w 1613 roku. Inspiracją do jej napisania mogła być postać Cardenia, znana z Don Kichota. Jeden z badaczy zidentyfikował The Second Maiden’s Tragedy jako Cardenia z niewielkimi zmianami, nie jest to jednak powszechna teoria[142].
- Edward III (1596)[143] – po raz pierwszy ta kronika została wydana w 1596 roku, jej autor był anonimowy. Jednak ze względu na liczne podobieństwa między nią a innymi kronikami Shakespeare oraz to, że niektóre jej fragmenty są bezpośrednimi cytatami z Sonetów, niektórzy uważają, że została napisana przez niego[144]. Jednocześnie istnieją argumenty obalające tę teorię: Edward III nie został zawarty w Pierwszym Folio, a lista utworów wydana w 1598 roku nie wspomina o tej sztuce.
- Sir Thomas More (między 1592 a 1595)[145] – sztuka opisuje losy Thomasa More’a, angielskiego myśliciela. Prawdopodobnie jej część została napisana przez Shakespeare’a[146], po raz pierwszy jego możliwy wkład w to dzieło został zauważony w 1871 roku.
- Thomas Lord Cromwell (1602)[147] – kronika skupiająca się wokół życia Thomasa Cromwella. Strona tytułowa stwierdza, że wystawiała ją Trupa Lorda Szambelana, zaś jej autorem jest „W.S.”. Przyjmuje się jednak, że inicjały te należą do Wentwortha Smitha.
- A Yorkshire Tragedy (1608)[147] – sztuka ta została zarejestrowana w rejestrze Stationers’ Company pod nazwiskiem „Wylliam Shakespere”. Zdaniem większości badaczy jednak jej autorem jest Thomas Middleton, jako jeden z głównych argumentów przeciw przypisaniu jej Shakespeare’owi podaje się jej brak w Pierwszym Folio.
- Sir John Oldcastle (1600)[147] – utwór ten został zawarty w Fałszywym Folio, jednak brak innych dowodów na to, że jej autorem jest Shakespeare.
- The London Prodigal (1605)[147] – okładka tej komedii stwierdza, iż inscenizowała ją grupa King’s Men, uznaje się jednak, że jej autor jest nieznany[148].

### Pierwsze wydania
Utwory Shakespeare’a, które ukazały się drukiem w XVII wieku, miały format quarto i folio, rzadziej octavo. Pierwszy z nich był bardzo popularny w ówczesnych czasach, jego koszty nie były wysokie, drugi miał elitarny charakter. Ze względu na liczne wydania, istnieją różnice w treści poszczególnych sztuk. Większość została także wydana kilkakrotnie, np. Henryk IV, część 1 został opublikowany po raz pierwszy w 1598 (wydania te określa się jako first quarto – pierwsze quarto), później zaś w latach: 1599 (second quarto – drugie quarto), 1604, 1608, 1613, 1622, 1632, 1639.
Przyjmuje się, że im starsze jest dane wydanie, tym bliższe jest oryginałowi. Ze względu na coraz liczniejsze błędy drukarskie, które pojawiały się na przestrzeni lat, naukowcy uważają, że pierwotne edycje najlepiej oddają to, co chciał przekazać poeta. Kluczowym jest tutaj Pierwsze Folio, gdzie można znaleźć teksty 36 utworów, z których dla 18 nie ma żadnych innych źródeł. Badacze w XVIII wieku uznali, że dla pozostałych 18 także należy uznawać za bazowy tekst z Pierwszego Folio, mimo iż istnieją ich wydania quarto z lat 1594–1623. Powodem tego jest to, że ich dawniejsze edycje są niedokładne, a także mało wiarygodne.
W 1619 roku ukazało się Fałszywe Folio, które było pierwszą próbą zgromadzenia w jednym wydaniu kolekcji dzieł pisarza. Jego nazwa, wprowadzona w późniejszym okresie, pokazuje przeciwieństwo tej edycji do Pierwszego Folio. Trzeba także zaznaczyć, że korzystanie z terminu folio nie jest właściwe – jego format był większy niż quarto, jednocześnie jednak mniejszy niż folio. Łącznie ukazało się w nim 10 sztuk, których jednak część jest wątpliwego autorstwa. Drukarz, który się tym zajmował, William Jaggard, nie posiadał praw autorskich do wszystkich utworów, przez co występują w nich liczne nieścisłości. W skład tego zbioru wchodziły następujące sztuki:
- Henryk V
- Wesołe kumoszki z Windsoru
- Król Lear
- Kupiec wenecki
- Sen nocy letniej
- Perykles, książę Tyru
- Sir John Oldcastle
- A Yorkshire Tragedy
- The Whole Contention Between the Two Famous Houses, Lancaster and York – była to główna innowacja tego wydania; połączone zostały dwie sztuki o tematyce związanej z wojną Dwóch Róż: Henryk VI, część 2 i Henryk VI, część 3[151].

Nie są znane motywy, jakimi kierował się Jaggard, wydając Fałszywe Folio, gdyż drukarz ten wcześniej praktycznie nie miał żadnych kontaktów z jego utworami. Nie są jasne okoliczności, w jakich King’s Men zdecydowali się nawiązać z nim współpracę przy tworzeniu Pierwszego Folio, ledwie kilka lat po aferze związanej z tym wydaniem. Być może Jaggard, kierowany doświadczeniem z wydania Fałszywego Folio, w przeciwieństwie do innych wydawców, był gotowy podjąć ryzyko ekonomiczne związane z drogim w produkcji wydaniem typu Folio.

### Współpraca z innymi pisarzami

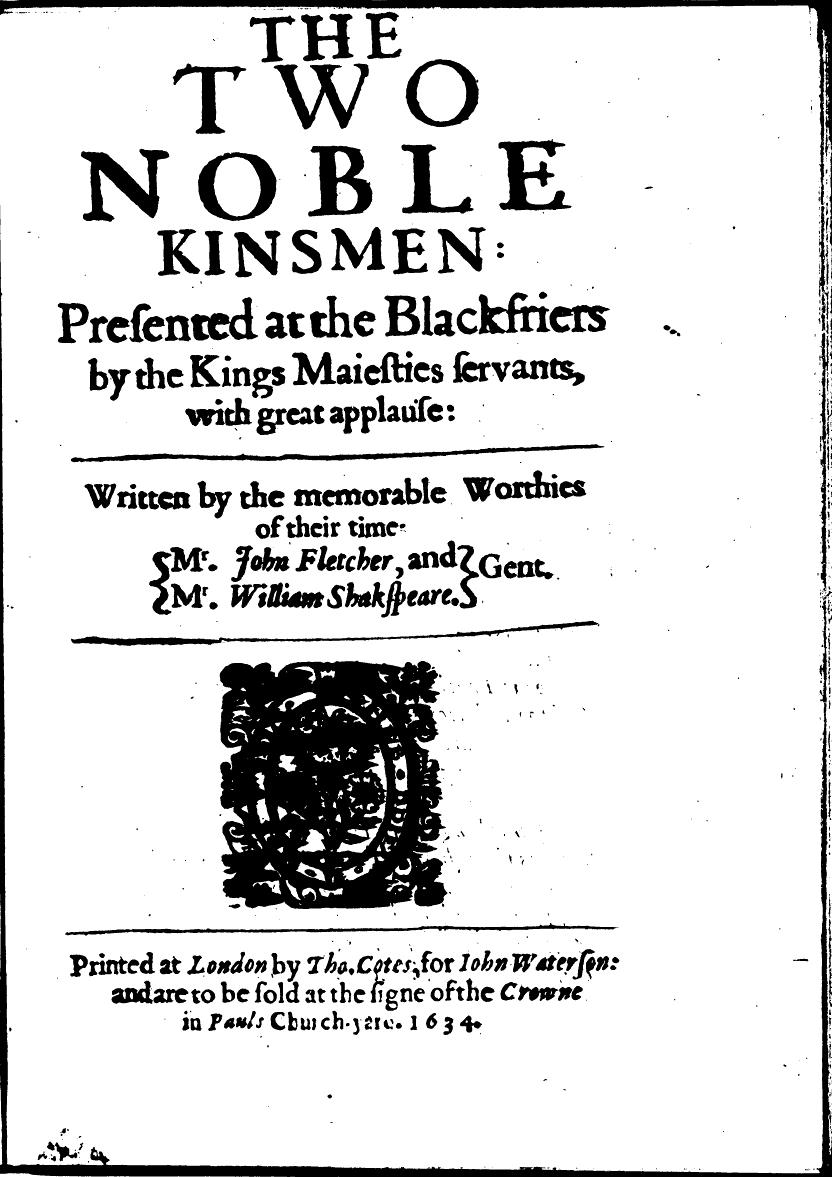
Strona tytułowa wydania Dwóch szlachetnych krewnych z 1634 roku

W czasach elżbietańskich dość popularna była kooperacja między autorami sztuk. Wiadomo, że Shakespeare też ją podejmował. O ile w przypadku niektórych dzieł, takich jak Dwóch szlachetnych krewnych, współpraca z innymi wydaje się pewna (w tym przypadku z Johnem Fletcherem) i istnieją na nią dowody, o tyle w wielu sytuacjach (np. Tytus Andronicus) istnieją zaledwie poszlaki, które mogłyby potwierdzać ten fakt. Poniższa lista przedstawia utwory, co do których istnieje podparte dokumentami przekonanie o tym, że zostały napisane we współpracy z innymi pisarzami:
- Henryk VI, część 1 – uważa się, że Shakespeare nie był autorem całości tej sztuki, a jedynie jednym z co najmniej trzech pisarzy, którzy włączyli się w jej tworzenie. Badacze przyjmują, że Shakespeare jest autorem nie więcej niż jej dwudziestu procent;
- Tytus Andronicus – ze względu na podobieństwa stylistyczne z pracami George’a Peele prawdopodobnie uczestniczył on w procesie tworzenia pierwszego aktu tego utworu[153];
- Perykles, książę Tyru – możliwe, że udział w napisaniu tego utworu miał George Wilkins;
- Tymon Ateńczyk – istnieje teoria mówiąca o tym, że Tymon Ateńczyk miał dwóch autorów, którzy różnili się przekonaniami. Najpoważniejszym kandydatem, którego wymienia się jako współautora, jest Thomas Middleton.
- Henryk VIII – współpraca z Johnem Fletcherem;
- Dwóch szlachetnych krewnych – strona tytułowa wydania z 1634 roku przypisuje autorstwo Shakespeare’owi i Fletcherowi;
- Cardenio – uważa się, że ten utwór także miał dwóch autorów, drugim był John Fletcher;
- Makbet – tekst utworu zawiera późniejsze zmiany, których dokonał Thomas Middleton. W dużej części pochodzą one z innego jego dzieła, wydanego w 1615 roku.
- Miarka za miarkę – także do tej komedii Middleton wprowadził zmiany; tekst tego utworu, który przetrwał w Folio nosi wyraźne ślady jego ingerencji[154].

### Ekranizacje dzieł Shakespeare’a

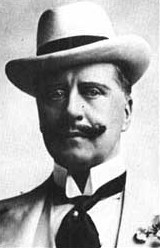
Herbert Beerbohm Tree

Już od początku historii kina Shakespeare był inspiracją dla reżyserów. Na utworach Shakespeare’a opartych jest około 420 pełnometrażowych filmów. Spośród polskich reżyserów, ekranizacji jego dzieł dokonali m.in. Roman Polański (Makbet, 1971) i Feliks Falk (Ryszard III, 1989 dla Teatru Telewizji), Andrzej Wajda (Hamlet, np. 1991 którego gra Teresa Budzisz-Krzyżanowska). Dla telewizji BBC wiele dzieł tego autora na ekran przeniósł Kenneth Branagh.
Hamlet z 1990 roku, w reżyserii Franco Zeffirellego otrzymał dwie nominacje do Oscara. Powstał także film Zakochany Szekspir (laureat siedmiu Oscarów), który opisuje problemy twórcze pisarza, w którym pojawia się m.in. postać Edwarda Alleyna. Warto wspomnieć, że Shakespeare’em zafascynowany był Akira Kurosawa, który na podstawie jego twórczości nakręcił w języku japońskim trzy filmy, których akcja została przeniesiona do Japonii. Ran (Oscar w 1985 roku za najlepsze kostiumy) stanowi adaptację Króla Leara, Tron we krwi (1957) – Makbeta, Zły śpi spokojnie (1960) zaś jest współczesną wersją Hamleta.
Po raz pierwszy jego dzieło pojawiło się na ekranie w 1899 roku. Była to trzyminutowa scena śmierci z Króla Jana, z udziałem wybitnego aktora teatralnego, Herberta Beerbohma Tree. W epoce filmu niemego dzieła pisarza cieszyły się ogromną popularnością. Działo się tak zapewne dlatego że, szczególnie we Włoszech i we Francji, kino pełniło funkcję medium, które miało przenosić teatr na ekran. Idea ta nosiła nazwę film d’Art. Sztuki Shakespeare’a wydawały się szczególnie do tego nadawać. W Stanach Zjednoczonych producenci filmowi chcieli zainteresować swoimi produkcjami bogatego, inteligentnego widza. Zrezygnowali więc z im współczesnych autorów na rzecz klasyków. Stanowiło to także odpowiedź na głosy z niektórych kręgów religijnych, nawołujących do ograniczenia przemocy w kinematografii. Do tego celu najbardziej nadawały się utwory Shakespeare’a, gdyż były szeroko akceptowane przez całość widowni, zaś status public domain jego dzieł regulował kwestię praw autorskich. Podobało się to także władzom, gdyż pozwoliło na tworzenie nowego społeczeństwa w państwie złożonym głównie z imigrantów z krajów anglojęzycznych.